# Cucina inglese

Tradizionale servizio da tè inglese con scone, confetture e dolcetti

La cucina inglese è l'insieme degli stili culinari, tradizioni e ricette contestuali dell'Inghilterra.
Nata da un insieme di fattori, quali la vicinanza al mare, i traffici commerciali avuti con le Americhe, la Cina e l'India quando essa era il fulcro dell'Impero britannico, le immigrazioni, come quella del dopoguerra, e l'arrivo di eserciti dal continente europeo, la cucina inglese si caratterizza per alimenti a base di manzo e maiale, specie quelli cotti arrosto, stufati o alla griglia, gli sformati, anch'essi a base di carne ma anche preparati seguendo elaborate preparazioni, i pudding, un termine impiegato nel Regno Unito per indicare un qualsiasi alimento, dolce o salato, dalla consistenza densa, soffice e spugnosa, dolci come i biscotti, i pasticcini, alimenti al cucchiaio come il trifle e l'Eton mess, e svariate salse e condimenti derivati dalla cucina indiana. Oltre a questi, tra gli alimenti più caratteristici vi sono le torte salate e dolci. In Inghilterra (e negli altri Paesi anglosassoni) queste vengono suddivise in due grandi categorie conosciute come pie e cake. Le prime sono sfoglie (pie crust) a base di farina, burro, sale, a volte zucchero, e acqua, cotte su una teglia e farcite con un ripieno dolce o salato. A volte, esse sono sovrastate da un altro rivestimento di pasta, come capita nel caso della steak and ale pie, ad esempio. Le seconde, che contengono esclusivamente ingredienti dolci, sono degli impasti soffici di farina, zucchero, lievito o soda, uova, aromi e, a volte, grassi alimentari, che vengono farcite con ingredienti a piacere. Ne sono degli esempi quelle con la frutta (fruitcake) e quelle con il formaggio (cheesecake). La cucina inglese ha quindi elementi distintivi rispetto a quella britannica, di cui fa comunque parte e alla quale è giocoforza legata.
Alcuni piatti tradizionali, come pane e formaggio, arrosti e stufati, sformati di carne, selvaggina, verdure bollite, brodi, pesci d'acqua dolce e salata hanno antiche origini. Questi alimenti vengono riportati nel tomo The Forme of Cury, che risale all'epoca di Riccardo II, vissuto durante il XIV secolo. Sempre nel Medioevo, si è assistito ad alcune commistioni da altre culture. Le spezie, le mandorle e il riso che sono alla base della locale cucina, vennero introdotti durante il tredicesimo secolo. Nel corso dell'Ottocento si assistette a un incremento della popolazione e ciò portò all'importazione di grandi quantità di cibo, molti dei quali dall'Europa. Il curry venne importato dal subcontinente indiano e adattato ai gusti inglesi a partire dal XVIII secolo, quando Hannah Glasse spiegò come preparare il pollo al curry. La cucina francese influenzò quella inglese durante l'età vittoriana. Tra il 1850 e il 1960 la cucina inglese divenne più semplice e conservatrice, complice anche il razionamento alimentare imposto durante la seconda guerra mondiale. A partire dagli anni sessanta, grazie al successo del libro A Book of Mediterranean Food (1950) di Elizabeth David, che rese nota la cucina italiana e di altri autori che, sulla sua scia, iniziarono a pubblicare altri tomi dedicati ad altre cucine estere, tra cui quelle indiana, cinese e thailandese, si assistette a un sensibile ampliamento della gamma di prodotti tipici. La cucina inglese risente tutt'oggi l'influsso delle gastronomie di altri Paesi di tutto il mondo, come confermano i molti ristoranti etnici che si possono trovare sul posto.

## Storia

### Antichità
Esistono documentazioni delle abitudini alimentari in Inghilterra risalenti al neolitico, quando giunsero sul suolo britannico animali da allevamento quali bovini, maiali e pecore provenienti dall'Europa e si coltivavano cereali cime il grano di farro e l'orzo. Durante l'età del bronzo e quella del ferro aumentò la gamma dei prodotti disponibili nel Regno Unito, tra cui la spelta, i piselli e i fagioli.
A plasmare la cucina inglese ha avuto un ruolo decisivo anche l'arrivo degli antichi Romani, i quali popolarizzarono le colture dell'uva e del grano, la produzione del vino e introdussero spezie ed erbe come il pepe e il timo oltre ad altre materie prime tra cui le ciliegie, le ortiche (consumate con le insalate) e i cavoli. Sempre in epoca romana le carni arrostite (che diverranno poi «arrosti») divennero parte della prima alimentazione inglese. Non da meno, le loro innovazioni urbanistiche portarono alla costruzione di strade efficienti che facilitarono i trasporti anche dei prodotti alimentari in tutta l'isola.
L'arrivo dei Sassoni, rinomati coltivatori, portò sul suolo britannico numerose erbe quali coriandolo, aneto, timo e papavero da oppio, molte delle quali vengono oggi usate per aromatizzare gli stufati.

### Medioevo

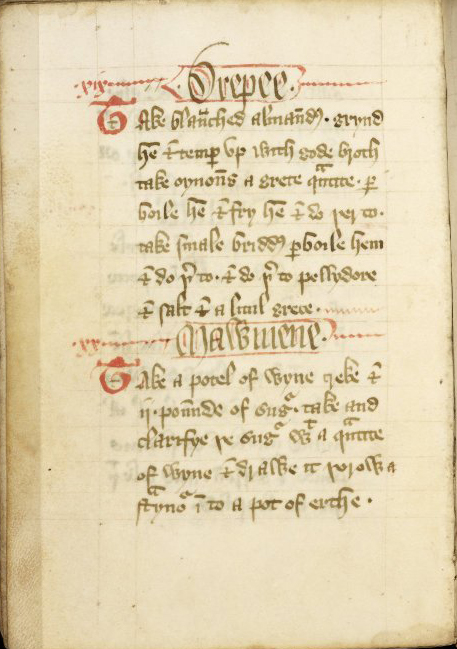
Ricette tratte dal Forme of Cury

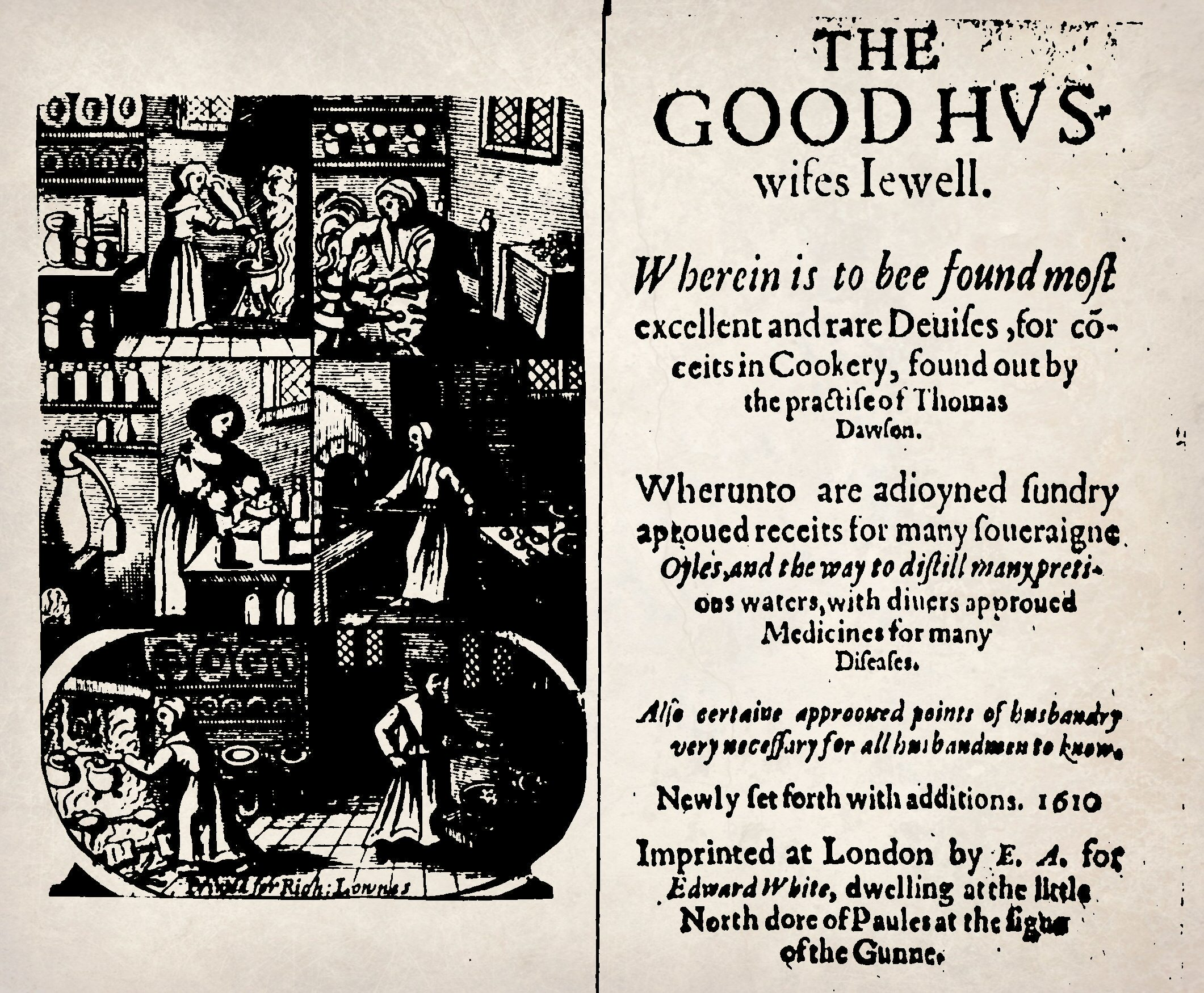
Frontespizio di The Good Huswife

Nel Medioevo, la cucina britannica continuò a subire le contaminazioni delle tradizioni di altri popoli esteri quali i vichinghi e i danesi, dai quali gli inglesi impararono l'essiccazione e l'affumicatura del pesce (da essi discendono i tradizionali kipper, ovvero le aringhe affumicate), e i normanni. Quando questi ultimi invasero l'Inghilterra nel 1066, la carne di manzo, agnello, montone e capra, che erano alcuni dei principali prodotti dell'epoca, vennero meno a favore di quella di pollo e maiale.
Nonostante ciò, secondo Dickson Wright, la cucina inglese prese forma almeno intorno al 1390, all'epoca di Riccardo II, quando venne pubblicato The Forme of Cury. Il libro propone ricette fantasiose e ricercate, tra cui salse piccanti in agrodolce addensate con pane o mandorle lessate, sbucciate, secche e macinate, e spesso servite all'interno di sfoglie. Il libro spiega anche come preparare il pan di zenzero. A differenza di quanto si tende a credere, come sottolinea Clarissa Dickson Wright nel suo A History of English Food, gli inglesi non si nutrivano principalmente di grandi pezzi di carne arrosto (idea errata trasmessaci dal cinema di Hollywood).
In Inghilterra, durante il medioevo, gli alimenti avevano una consistenza semiliquida e potevano contenere bocconcini di carne o pesce: il 48% delle ricette riportate nel manoscritto Beinecke sono piatti simili a stufati o purè. I cibi dell'epoca potevano essere di tre tipi: un po' acidi, con vino, aceto e spezie in salsa, e anche addensati con il pane; agrodolci, con zucchero e aceto; e dolci, da preparare usando lo zucchero, che era allora costoso. Un esempio di purea dolce con carne (che poteva in alternativa avere il pesce) menzionata nel manoscritto Beinecke è il ricco mortis color giallo zafferano e addensato con l'uovo:
Un altro manoscritto, l'Utilis coquinario, cita piatti come il pyany, del pollo guarnito con le peonie; lo hyppee, un brodo con i cinorrodi; e uccelli come cormorani e beccacce.

### Sedicesimo secolo

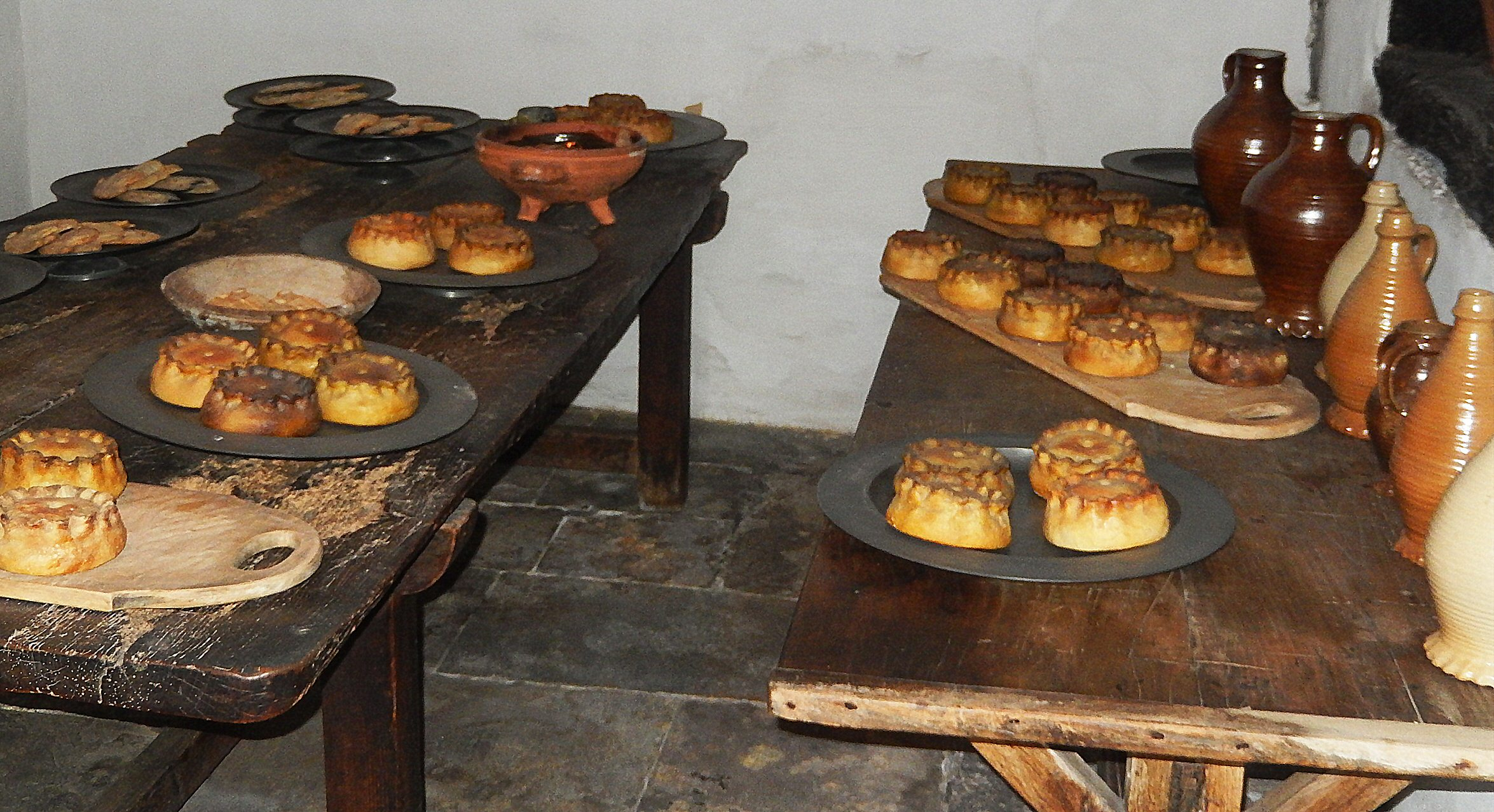
Le torte (pie) rivestono un ruolo importante nella gastronomia inglese.

Agli inizi dell'età moderna, si assistette al diffondersi dei primi libri di cucina stampati in serie.
Il primissimo ricettario in lingua inglese che si ricordi è The Boke of Cokery, una raccolta di testi medievali pubblicata nel 1500 dallo stampatore Richard Pynson. Il seguente A Proper Newe Booke of Cokerye fu pubblicato qualche tempo dopo il 1545. The Secretes of the Reverende Maister Alexis of Piermont, edito nel 1558, è il risultato di una traduzione dal francese di un'opera di Alessio Piemontese sulla pasticceria. Il numero di titoli crebbe rapidamente verso la fine del secolo e comprendeva The Good Huswifes Jewell di Thomas Dawson nel 1585, Book of Cookrye di un non meglio precisato "A. W." uscito nel 1591, e The Good Hous-wives Handmaide di John Partridge nel 1594. Questi libri potevano contenere dei cosiddetti "segreti di pasticceria", rimedi per la salute destinati alle dame aristocratiche e/o consigli sulla cucina e sul come gestire una casa, rivolti a donne di ceti più umili, come le mogli di uomini della bassa aristocrazia, ecclesiastici e professionisti.
Durante il XVI secolo i gusti degli inglesi si evolsero in almeno tre modi. In primo luogo, le ricette iniziarono a dare maggiore importanza all'equilibrio tra dolce e acido. In secondo luogo, il burro divenne un ingrediente di primaria importanza nelle salse, una tendenza che continuò nei secoli successivi. In terzo luogo, le erbe, che potevano essere coltivate localmente ma erano poco utilizzate nel Medioevo, iniziarono a sostituire le spezie per aromatizzare i piatti. Nel Book of Cookrye di A.W. un terzo delle ricette per cucinare gli stufati di carne e le salse include erbe aromatiche come il timo. D'altra parte, il 76% di quelle ricette di carne combinava, come si era soliti fare ancora nel medioevo, zucchero e frutta secca, insieme o separatamente. La cucina dell'epoca introdusse nuovi ingredienti provenienti da lontano: nel Good Huswifes Jewell vengono menzionate per la prima volta le patate dolci (originarie delle Americhe tropicali), che vengono combinate assieme a pietanze medievali radicatesi nella tradizione culinaria inglese.
L'Elinor Fettiplace's Receipt Book, compilato nel 1604 (ma dato per la prima volta alle stampe soltanto nel 1986), dà una visione intima della cucina elisabettiana. Il libro spiega come preparare diversi tipi di pane, come le pagnotte al burro; le frittelle di mele; conserve e sottaceti; e una torta celebrativa per 100 persone. Compaiono nuovi ingredienti; una ricetta per condire una spalla di montone prevede l'utilizzo degli agrumi:
Alle torte veniva conferita una certa importanza sia come alimento che come elemento coreografico; secondo un'interpretazione, i versi della filastrocca Sing a Song of Sixpence "Ventiquattro merli / venivano cotti in una torta. // Quando la torta venne aperta, gli uccelli iniziarono a cantare" allude, in un'ottica critica, all'usanza di mettere degli uccelli ancora vivi dentro una torta poco prima di servire l'alimento durante i banchetti.

### Diciassettesimo secolo

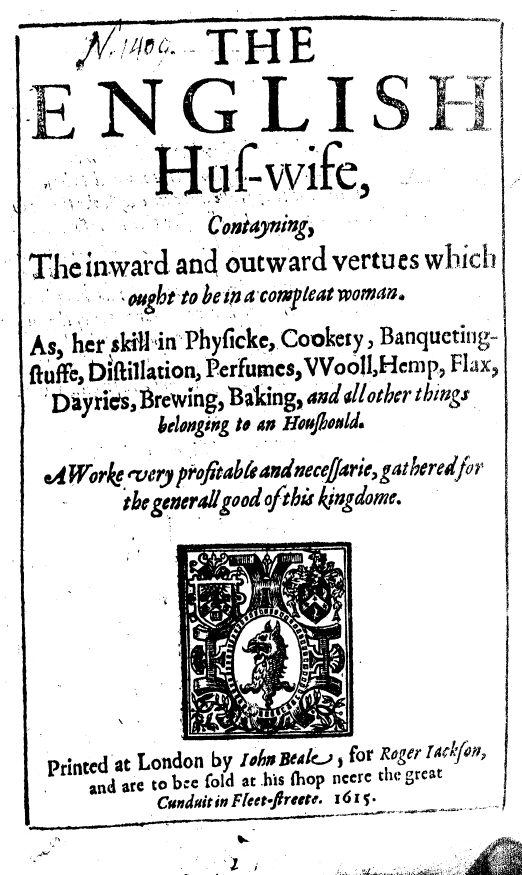
Frontespizio di The English Huswife

Tra il diciassettesimo e il diciottesimo secolo, la dieta inglese dell'epoca prediligeva i gusti agrodolci e speziati e risentiva la lezione francese. Molti tomi dell'epoca spiegano infatti come preparare le fricassee e i ragù. Ciò non va tradotto come un tentativo di elogiare ed emulare la cucina francese in tutto e per tutto. Criticando, anzi, alla cucina francese il costo della loro arte culinaria, giudicato troppo alto e simbolo di perversione della natura oltre che prodotto del papismo e l'assolutismo dominanti in Francia, quelli di cucina inglesi di questo periodo prediligono infatti la semplicità e l'economia, avvalorando un modello di vita salutare. L'influenza della cucina francese è evidente in The Cooks Guide del 1664 di Hannah Woolley. Le sue ricette dovevano consentire ai lettori non aristocratici di imitare la haute cuisine francese con salse elaborate che era allora di moda. Egli combinava il vino "Claret" e le acciughe con altri ingredienti più tradizionali come lo zucchero, la frutta secca e l'aceto.
Il libro di cucina più venduto dell'inizio del XVII secolo fu The English Huswife di Gervase Markham, pubblicato nel 1615. Sembra che le ricette in esso contenute provenissero dalla collezione di volumi di una nobildonna defunta, e quindi potrebbero risalire all'epoca elisabettiana o a epoche precedenti. Sebbene il 10% circa delle donne in Inghilterra fosse alfabetizzato negli anni quaranta del Seicento, stavano allora emergendo le prime donne inglesi autrici di libri di cucina e, di conseguenza, le prime lettrici di essi. Le ricette di Markham sono nettamente diverse da quelle medievali; tre quarti delle sue salse per la carne e gli sformati con la carne sono agrodolci. Il volume consiglia:
The Accomplisht Cook di Robert May fu terminato nel 1660 quando aveva 72 anni. Il libro spiega come preparare numerose zuppe e stufati, contiene 38 ricette per cucinare lo storione e un gran numero di torte che potevano contenere tra gli ingredienti pesce (tra cui lo storione), carne (come la battalia pie) e ripieni dolci.

### Diciottesimo secolo

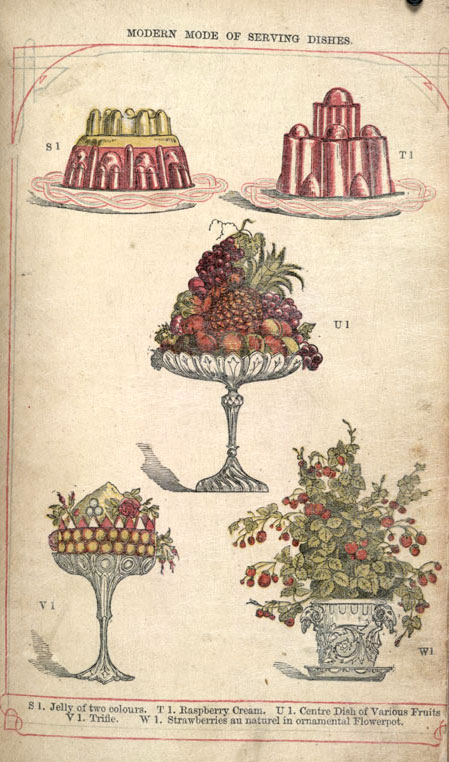
Illustrazione di come dovrebbero apparire i pudding secondo il Mrs Beeton's Book of Household Management

Dalla metà del XVIII secolo, la maggior parte delle donne erano sufficientemente istruite da poter comprendere i manuali scritti appositamente per loro. I ricettari pubblicati in questo periodo venivano scritti solitamente da cuochi e governanti giunti all'età della pensione e contenevano, oltre a numerose ricette, istruzioni per conservare e distillare (due pratiche molto importanti della padrona di casa prima dell'industrializzazione), fare la spesa, programmare i menù e apparecchiare la tavola.
The Cooks and Confectioners Dictionary (1723) di John Nott è uno dei primi tomi a elencare le ricette in ordine alfabetico, partendo dai termini che iniziano con Al e terminando con quelli che iniziano con zest. Il libro, molto eterogeneo, spiega come preparare zuppe, insalate, carne, pesce, molti dolci e come produrre la birra, il sidro e il vino. Vi è anche un elenco che suggerisce quanto denaro spendere ogni mese dell'anno.
Uno dei maggiori successi editoriali dell'epoca, The Experienced English Housekeeper del 1769, venne pubblicato da Elizabeth Raffald e ispirerà altre autrici di libri di cucina.
Il Diary of a Country Parson di James Woodforde riporta in modo esaustivo quale cibo veniva consumato dai ricchi inglesi del diciottesimo secolo. Woodforde vi descrive una cena avvenuta l'8 giugno 1781 e alla quale parteciparono alcuni suoi vicini:
Un altro sacerdote di campagna di nome Gilbert White, nel suo The Natural History of Selborne (1789), riporta che aumentò il consumo di verdure da parte della gente di campagna nel sud dell'Inghilterra e che, le patate, provenienti dalle Americhe, erano state aggiunte solo durante il regno di Giorgio III:
The Art of Cookery Made Plain and Easy di Hannah Glasse fu il libro di cucina più venduto per un secolo dalla sua pubblicazione nel 1747. Venne riedito almeno 40 volte e talvolta piratato.
Durante l'epoca vittoriana, il servizio alla francese, che consiste nel servire diversi piatti tutti contemporaneamente, fece spazio al più sobrio servizio alla russa, ove le portate vengono intavolate seguendo un ordine preciso. Questo sistema, nato in linea con la nuova cultura borghese, garantiva diversi vantaggi, tra cui la riduzione del numero delle portate complessive e una riduzione degli sprechi. In questi anni, in Inghilterra, le portate principali erano due: la prima consisteva in una minestra, la seconda in arrosti e dessert. In alcuni casi si aggiungeva ad esse il formaggio per "chiudere lo stomaco".

### Diciannovesimo secolo

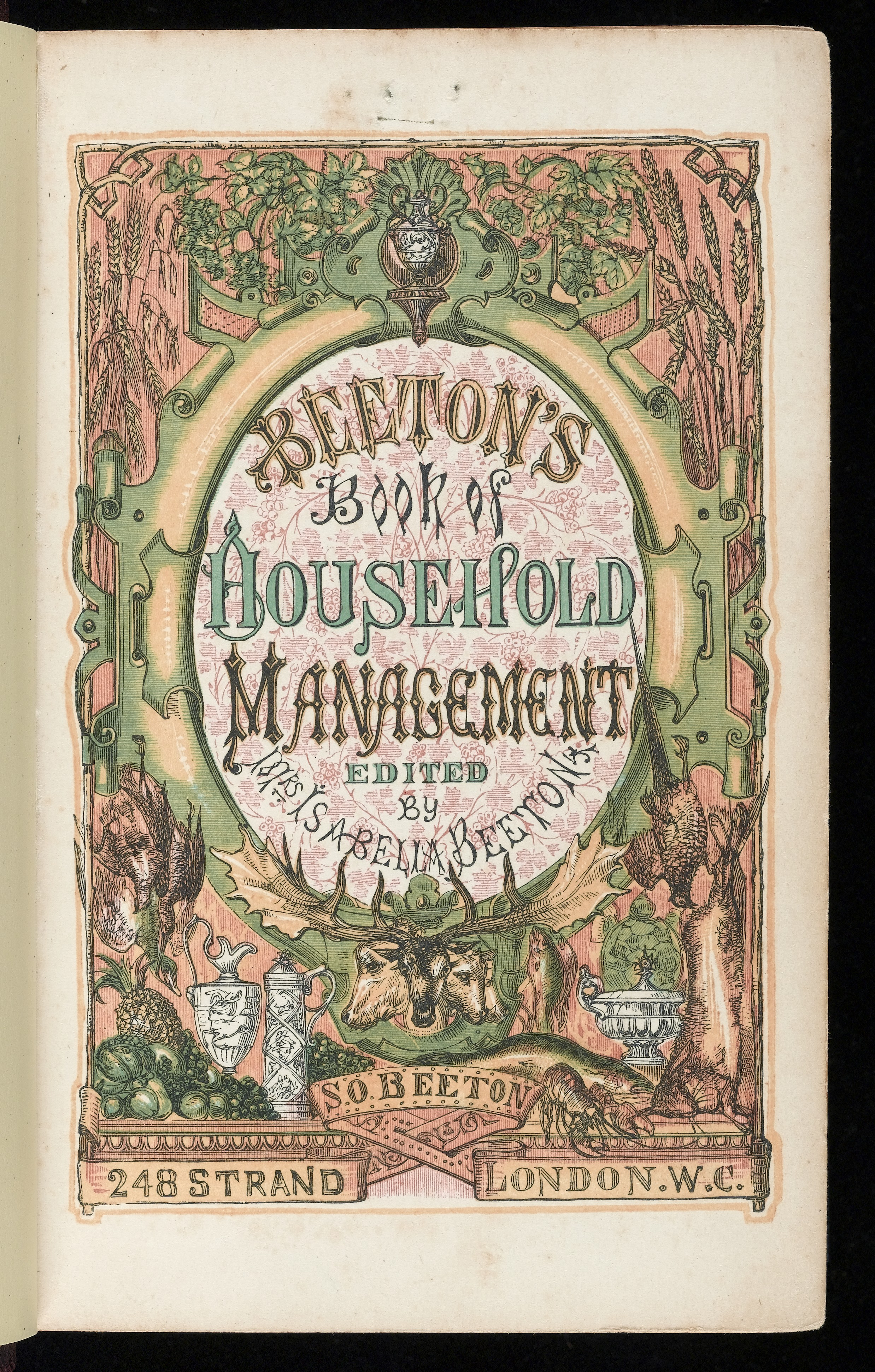
Frontespizio della 1ª edizione (1861) di Mrs Beeton's Book of Household Management

Nel corso dell'Ottocento si assistette a un incremento della popolazione e ciò portò all'importazione di grandi quantità di cibo, molti del quale dall'Europa. Dalla metà del secolo, nonostante gli influssi dell'arte culinaria francese, per molti anni reputata una delle più prestigiose, la cucina inglese divenne più semplice e conservatrice e spesso mal accolta. Stando a Tim Hayward del Financial Times, prima del suo rinnovamento nel Novecento, la cucina inglese era "grigia, troppo cotta, mal preparata e, visivamente parlando, senza alcuna valenza artistica". Questa fase di decadenza terminerà soltanto molti anni dopo, dopo la fine del secondo conflitto mondiale.
Nonostante ciò, durante il diciannovesimo secolo, la cucina inglese fu sistematizzata e divenne alla portata della classe media grazie a una serie di bestseller scritti da autori divenuti famosi in virtù del loro successo. Uno dei primi fu A New System of Domestic Cookery, scritto da Maria Rundell nel 1806 ed edito sessantasette volte prima del 1844. L'opera riuscì a vendere centinaia di migliaia di copie soltanto in Gran Bretagna e negli Stati Uniti. Questo fu seguito da Modern Cookery for Private Families (1845) di Eliza Acton, opera giudicata estremamente innovativa per l'epoca e definita da Bee Wilson "il più grande libro di cucina nella nostra lingua". Modern Cookery for Private Families contiene, ad esempio, la ricetta del Quince Blanc-Mange (Delicious):
La fama di Acton fu soppiantata dal più famoso ricettario di cucina inglese dell'era vittoriana, il Book of Household Management di Isabella Beeton, pubblicato nel 1861. L'opera vendette quasi due milioni di copie fino al 1868. Se quello di Acton era un libro fatto per essere letto alla stregua di un saggio, quello di Beeton, che nelle riedizioni aveva subito sensibili rimaneggiamenti, era invece un manuale tecnico di istruzioni e ricette da consultare all'occorrenza. Beeton è chiaramente debitrice di Elizabeth Raffald e Acton. Il cuoco anglo-italiano Charles Elmé Francatelli divenne una celebrità cucinando per uomini altolocati, aristocratici e club londinesi e divenne il celebre sovrintendente delle cucine reali all'epoca di regina Vittoria. Il suo libro del 1846 The Modern Cook, che venne edito 29 volte fino al 1896, rese popolare un tipo di cucina elaborata che fa uso in ogni dove di termini francesi, ed elenca i costi dei pasti per un massimo di 300 persone.
A esercitare un impatto notevole nella cucina del luogo vi erano i traffici coloniali. Nel suo Fruits of Empire, James Walvin sostiene che le patate, lo zucchero (i quali venivano sempre importati fino intorno agli inizi del Novecento così come le barbabietola da zucchero), il tè, il caffè così come un sempre crescente numero di spezie, divennero tutti "frutti dell'Impero" tra il 1660 e il 1800 e che, nel diciannovesimo secolo, "le loro origini esotiche si erano perse nella notte dei tempi" ed erano "indiscutibilmente diventate parte del tessuto della vita locale".
Tre delle principali bevande calde più popolari in Inghilterra, ovvero il tè, il caffè e la cioccolata, provenivano da Paesi extraeuropei che, già a partire dall'età vittoriana, erano divenuti prodotti di base. Secoli prima, intorno al 1660, Caterina di Braganza aveva reso celebre in Inghilterra l'usanza portoghese di bere il tè, una bevanda che però era allora consumata da pochi e facoltosi individui per il suo prezzo non a buon mercato. Con il passare degli anni, il tè divenne sempre più economico finché, nel XIX secolo, si diffuse tra tutti i ceti. Introdotto nel XVI secolo, il caffè divenne una bevanda popolare nel XVII secolo, soprattutto nelle coffehouse, la prima delle quali aprì a Oxford nel 1650. Infine, la cioccolata calda divenne una bevanda popolare nel XVII secolo, molto prima che diventasse l'alimento oggi conosciuto. Le tavolette di cioccolato furono sviluppate e commercializzate da tre aziende fondate da quaccheri inglesi: Joseph Fry's (1847), Rowntree's (1862), e Cadbury's (1868).

### Ventesimo secolo - oggi

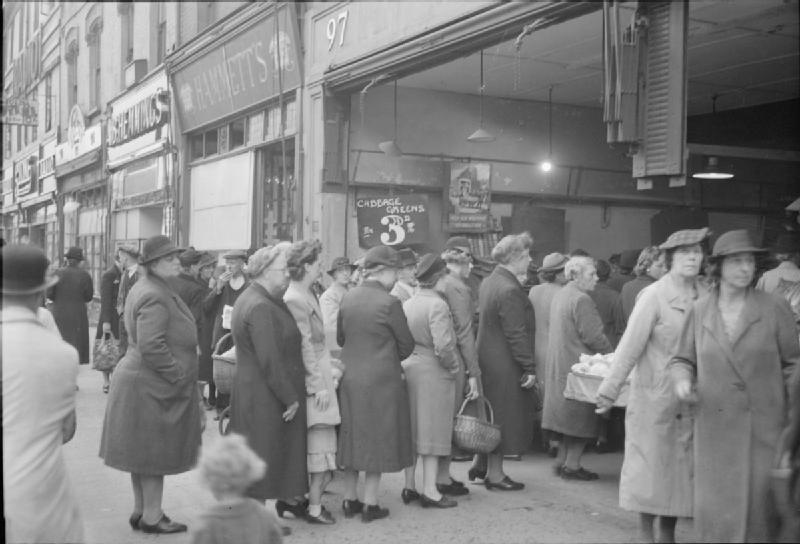
Londinesi che attendono di ricevere la loro parte di cibo a causa del razionamento alimentare nel corso della seconda guerra mondiale (1945)

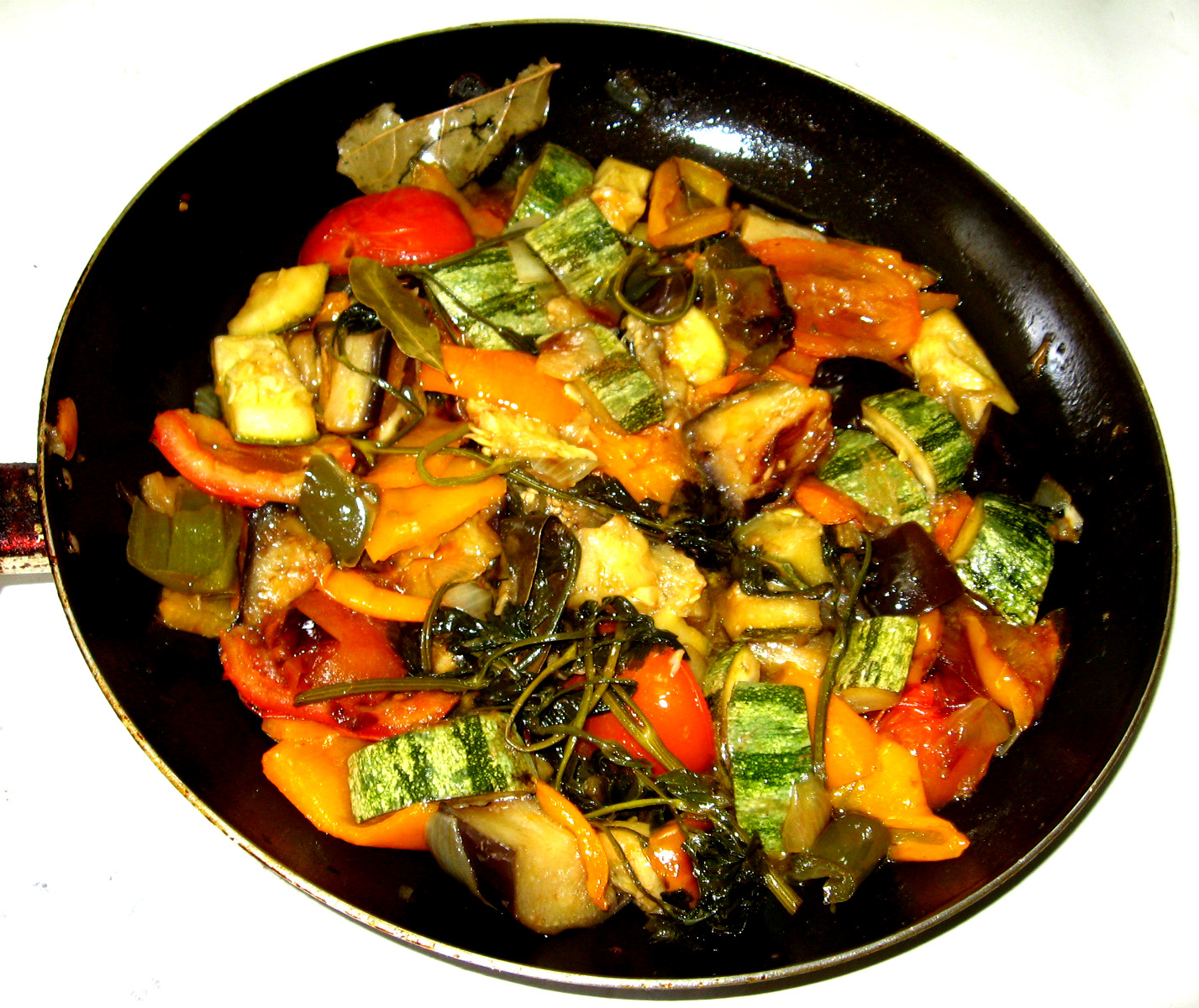
Con il suo A Book of Mediterranean Food, Elizabeth David fece conoscere numerose pietanze straniere agli inglesi, tra cui la ratatouille

Nel corso del ventesimo secolo l'introduzione capillare dell'elettricità decretò la decadenza dei forni a legna e degli spiedi. Alcuni degli strumenti da cucina più importanti adottati tutt'oggi nelle cucine inglesi, ovvero la griglia, il bollitore, il tostapane, la teiera e teglie come i bun tray (lamine con cavità poco profonde adottate per preparare piccoli dolci), rimpiazzarono in gran parte il più tradizionale mattarello ed il vasellame usato per cuocere i pudding e gli stufati.
Dopo la prima guerra mondiale le famiglie medie del Regno Unito iniziarono a consumare alimenti inediti ed emersero i primi marchi specificatamente rivolti a loro. I camerieri ai quali era affidato il compito di preparare creme e pudding in periodi di tempo relativamente brevi vennero rimpiazzati da cibi solubili in barattolo e polveri che la massaia poteva servire velocemente. I cereali per la colazione, nati negli Stati Uniti, si sostituirono in parte al porridge, la pancetta e le uova della classe media e il pane e la margarina dei poveri. Laddove la carenza delle spedizioni in tempo di guerra aveva sensibilmente ridotto la varietà degli alimenti disponibili, negli anni venti iniziarono a essere importati da tutto il mondo vari tipi di frutta e si assistette al miglioramento della qualità della conservazione e dell'igiene del cibo, permesse grazie ai moderni frigoriferi e le navi frigorifero. Le ricette di autori degli anni trenta come lady Sysonby attingevano a piene mani dalle cucine estere.
Nel 1940 si adottarono delle misure di razionamento per far fronte alle carenze causate dal blocco in tempo di guerra. Alimenti come banane e cioccolato divennero difficili da trovare, mentre, al contrario, apparvero negli scaffali dei negozi alimenti fino a quel momento sconosciuti, tra cui le uova liofilizzate, le patate essiccate, la carne di balena, lo snook (un pesce sudafricano) e il maiale in scatola Spam. Essendo il burro, lo zucchero, le uova e la farina tutti razionati, alimenti tipici inglesi come le torte divennero rari quando venivano preparati usando ingredienti tipici. Diversamente, cibi come le carote venivano usati in molti piatti diversi. I loro zuccheri naturali conferivano dolcezza ad alimenti come, ad esempio, il carrot fudge. Questi fattori inficiarono sulla qualità della cucina inglese, ma, paradossalmente, migliorarono la salute dei britannici forse anche negli anni a venire. Il Ministero dell'Alimentazione si servì di economiste di casa come Marguerite Patten per insegnare alla popolazione come cucinare spendendo poco. Dopo la guerra, Patten divenne una delle prime cuoche televisive e vendette 17 milioni di copie dei suoi 170 libri.
Elizabeth David segnò profondamente la cucina inglese con il suo A Book of Mediterranean Food del 1950. Il volume venne pubblicato in un'epoca di scarsità di risorse e iniziava con quello che qualcuno definisce "forse il passaggio più evocativo e stimolante nella storia della scrittura culinaria britannica":
Tutti e cinque i primi libri di David continuarono a essere ristampati con una certa continuità per mezzo secolo. La scrittrice ha goduto di un'ottima reputazione tra scrittori di cucina come Nigel Slater e Clarissa Dickson Wright. Il suo modus operandi aprì inoltre la strada ad una generazione di altri cuochi che cucinavano ricette straniere ma che, a differenza di lei, ebbero un successo effimero. Tra questi si possono citare Philip Harben, Fanny Cradock, Graham Kerr, famoso per il suo show televisivo The Galloping Gourmet e Robert Carrier. Secondo lo storico del cibo Panikos Panayi, il successo di David fu dovuto al fatto che lei innestò diversi tipi ci cucina estera in quella inglese servendosi di una bella scrittura e forte di un'esperienza vissuta in prima persona nei Paesi da cui si è lasciata influenzare. David voleva distruggere i falsi miti che ruotavano intorno alla cucina servita nei ristoranti e avvalorava la cucina casalinga dei Paesi mediterranei.
Dalla seconda metà del Novecento, in Inghilterra, e più in generale nel Regno Unito, si iniziò a parlare di modern British, termine che identifica tutta la gastronomia del territorio reduce dagli influssi culturali esteri dall'Europa e l'Asia. A differenza di quella più conservatrice del passato, la modern British cerca di discostarsi dal repertorio gastronomico del passato, giudicato senza tradizione, e privilegia l'eclettismo fondendo gli stili di cucina da tutto il mondo. Secondo quanto riporta il Financial Times, "il vostro moderno pasto britannico (...) potrebbe avere un'anima inglese, francese o italiana, potrebbe essere stato foraggiato da un danese o porzionato da uno spagnolo, ma verrà servito esattamente come lo farebbe un maestro di cucina giapponese". Nel corso degli anni sono stati aperti dei locali specializzati in cucina britannica odierna.
Secondo la rivista Peak, la cucina britannica starebbe subendo un rinnovamento grazie a una nuova generazione di cuochi.

## Descrizione
La cucina inglese ha risentito l'influsso di moltissimi fattori che ne hanno determinato le caratteristiche e il costante mutamento nel passare dei secoli. Tra questi vi sono la collocazione geografica, il clima mite, la vicinanza al mare, che permette ad essa di attingere a un notevole assortimento di pesci e frutti di mare, la corrente del Golfo, che permette al territorio di disporre di una gamma di prodotti molto più ampia di quanto sarebbe possibile in una posizione tanto settentrionale. Hanno avuto un ruolo decisivo anche il susseguirsi di traffici commerciali avuti con le Americhe, la Cina e l'India quando l'Inghilterra era il fulcro dell'Impero britannico, così come l'arrivo di immigrati ed eserciti, come quello romano e poi quello normanno dalla Francia.

### Cereali e derivati

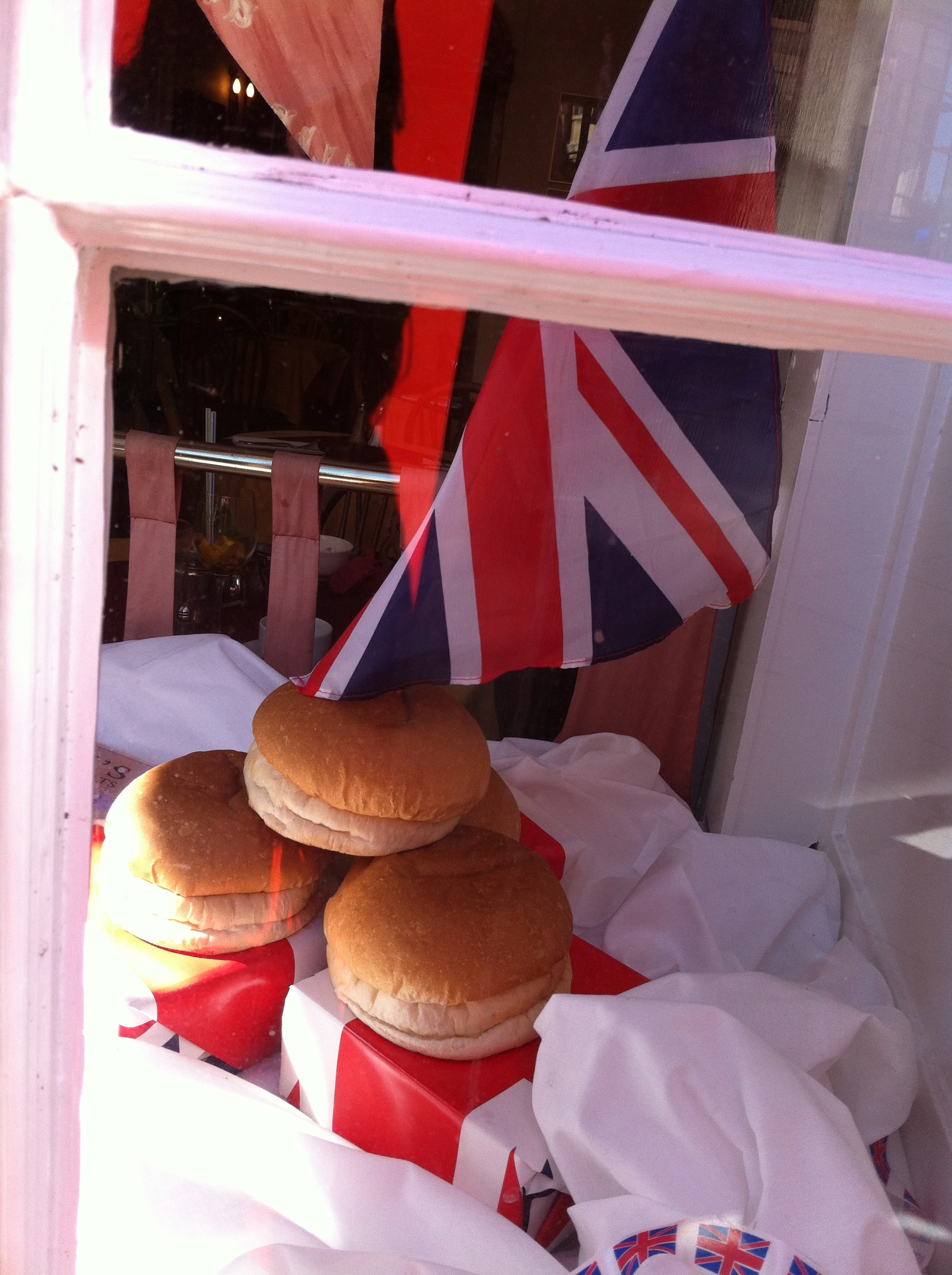
Sally Lunn bun

La cucina inglese conferisce un ruolo di primo piano al grano, che è il cereale più diffuso nel territorio. Secondo alcuni archeologi, il cereale sarebbe comparso sul suolo britannico all'incirca duemila anni prima che gli agricoltori del Neolitico iniziassero a lavorarlo. Dopo l'epoca romana, nell'attuale Regno Unito, il grano, così come altri cereali come l'orzo, la segale e l'avena, rimpiazzarono la spelta e venivano impiegati per preparare il pane. Le tecniche di panificazione sono tutt'oggi importanti nella cultura gastronomica inglese e britannica e vengono adottate per preparare prodotti da forno salati e dolci a volte speziati contenenti la farina di grano come i muffin, i crumpet, il Sally Lunn, i famosi scone, il saporito hot cross bun, la rara e caratteristica cottage loaf e il flat bread, tipico delle regioni del nord.
Dell'orzo, che viene principalmente impiegato per la produzione della birra, ne esistono due tipologie: il winter barley ("orzo invernale"), coltivato tra settembre e novembre, e lo spring barley ("orzo primaverile"), seminato tra febbraio e marzo e raccolto in un periodo compreso tra metà luglio e agosto. L'orzo viene coltivato in periodi di tempo che dipendono da regione a regione. Oltre che per i distillati, l'orzo è anche viene usato per preparare zuppe e minestre tradizionali.
Il terzo importante cereale inglese è l'avena, usato per produrre alimenti per la colazione come il tipicissimo porridge e i fiocchi d'avena, e non disdegnato nemmeno per alcuni stufati.

### Frutta e verdura

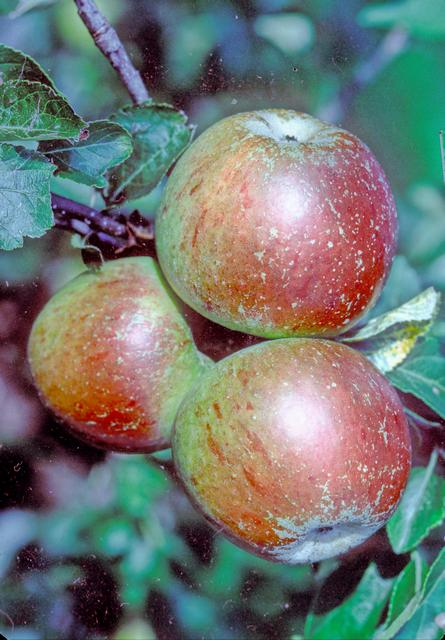
Mele Cox's Orange Pippin

Nel corso della sua storia, la verdura non ha mai goduto di particolare fortuna ed è stata spesso relegata a contorno dei piatti di carne. Tuttavia, i movimenti vegetariani ne hanno diffuso l'usanza durante il ventesimo secolo. Le patate, fritte, bollite o cotte al forno non sbucciate e solitamente insaporite con il burro, sono tra le verdure più apprezzate dal popolo inglese. Altrettanto diffusi sono i cavoli, le carote e il crescione, usato per insaporire carne, pesce e uova. Sono però tipici alcune insalate e intingoli con verdure, come ad esempio quella con pomodoro, lattuga, cetrioli e uova, il chutney e il piccalilli. Dai piselli si ricavano poltiglie che fungono da contorno quali i mushy peas, un tipico ingrediente che accompagna il fish and chips, e il pease pudding.
Le mele, coltivate soprattutto nell'Anglia orientale, nelle Midlands Occidentali e nel Sud Est sono il frutto più comune e, stando a quanto riporta la Storia e geografia dell'alimentazione (2006), vengono consumate per scopi diversi: quelle precoci per durare tutto l'inverno, quelle profumate come alimento da fine pasto, quelle acidule da cuocere, mentre le altre sono destinate alla preparazione del sidro. Tra le cultivar di mele più tipiche vi sono la Cox's Orange Pippin, la Worcester Pearmain, la Russet, la Laxton's Superb e la Bramley. Tali frutti sono alla base di alcuni alimenti tipicissimi come la torta di mele, pudding come il crumble e la salsa di mele da mangiare con l'arrosto oltre che il sidro, tra gli alcolici più tipici della nazione.
Caratteristico della cucina del luogo è il rabarbaro, quasi esclusivamente coltivato in una piccola area dello Yorkshire, a sud-ovest di Leeds e usato per cucinare, ad esempio, la torta natalizia che lo contiene, così come l'uvaspina, mescolata con altri ingredienti per preparare i dolci fruit fool.
Ai frutti di bosco è conferita poca importanza, ma vengono usati per preparare ricchi dolci come l'Eton mess e gelatine. Il lemon curd, la marmellata di arance consumata a colazione, la fruitcake e il Christmas pudding sono solo due delle numerose pietanze dolci che si servono degli agrumi importati dall'estero.

### Latte e latticini

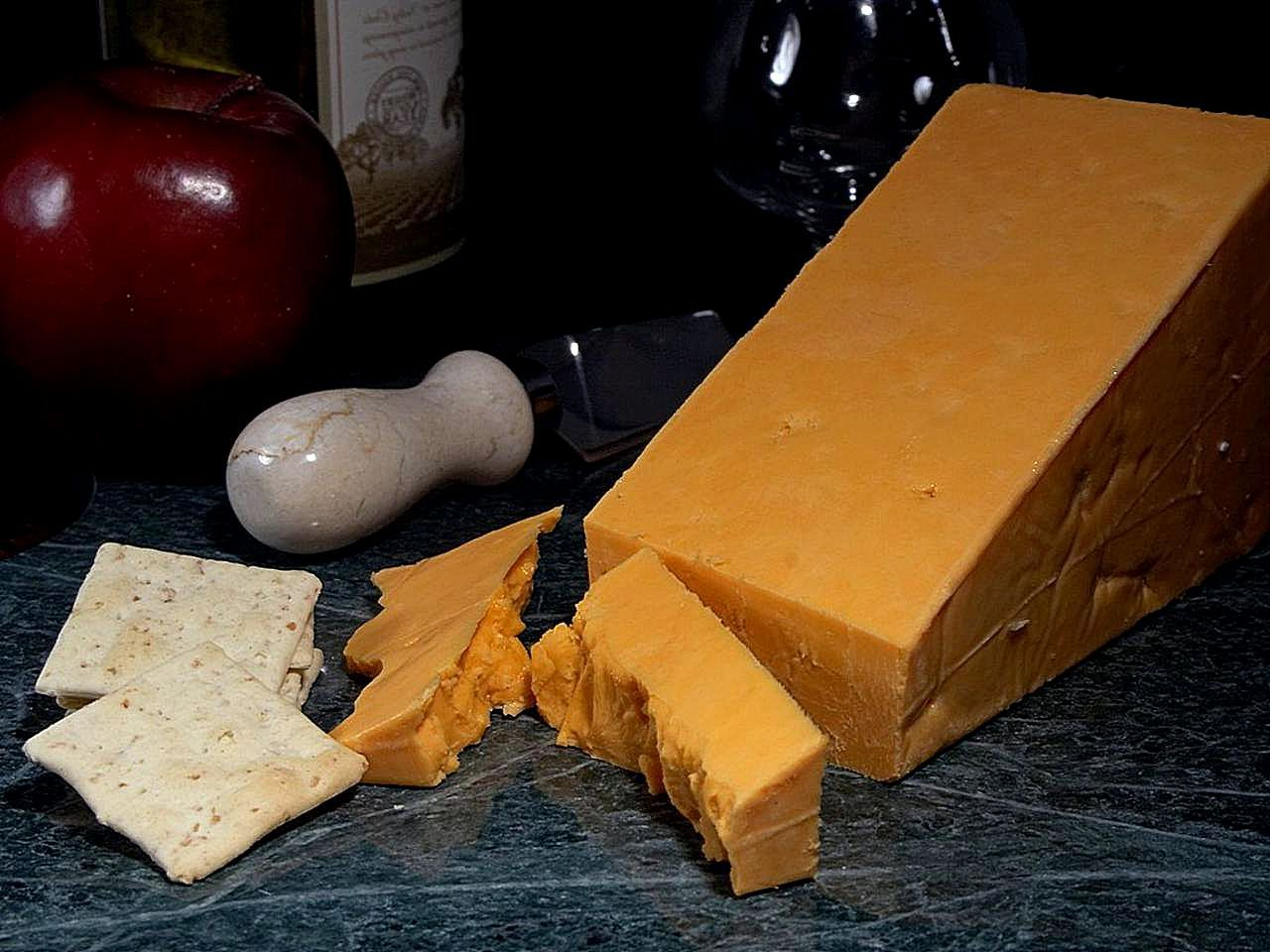
Red Leicester con cracker

Il latte, oltre che impiegato per produrre prodotti caseari di base anche tradizionali come ad esempio la custard e la clotted cream, viene impiegato nella preparazione di moltissimi dolci al cucchiaio inglesi come i sopracitati frui fool, il junket, un alimento medievale oggi anche prodotto industrialmente, e il syllabub, quest'ultimo è uno dei più antichi dolci inglesi, originariamente ben diverso rispetto all'odierna miscela di crema montata, vino, panna e spezie. Gli inglesi sono anche soliti combinare il latte al tè, bevanda coloniale in realtà diffusa in tutto il mondo, ma onnipresente durante le colazioni e merende britanniche.
Le tecniche di lavorazione dei formaggi, che gli inglesi hanno appreso dai francesi, hanno contribuito a diffondere molte varietà di prodotti del genere in tutto il Regno. Molti di questi hanno subito una fase di declino dovuto al razionamento avvenuto nel corso del secondo grande conflitto, ma in seguito si è assistito a una fase di rivalutazione e riscoperta di tali latticini.
Tra i prodotti, famosi e non, che contraddistinguono la tradizione casearia inglese vi sono il Cheddar, che rappresenta da solo circa la metà delle vendite in tutto il Regno Unito, il Cheshire, il Derby, di cui esiste la nota variante alla salvia, lo Stilton, prodotto erborinato tradizionale del periodo natalizio e il simile Wensleydale, prodotto nell'omonima vallata, più molte altre specialità locali. Molti di essi hanno un riconoscimento DOP.
Tra i pochi alimenti caratteristici inglesi a base di formaggio si possono citare spuntini grigliati come il cheese on toast (toast con formaggio) e il Welsh rarebit, che viene insaporito con la birra e la senape.

### Carni

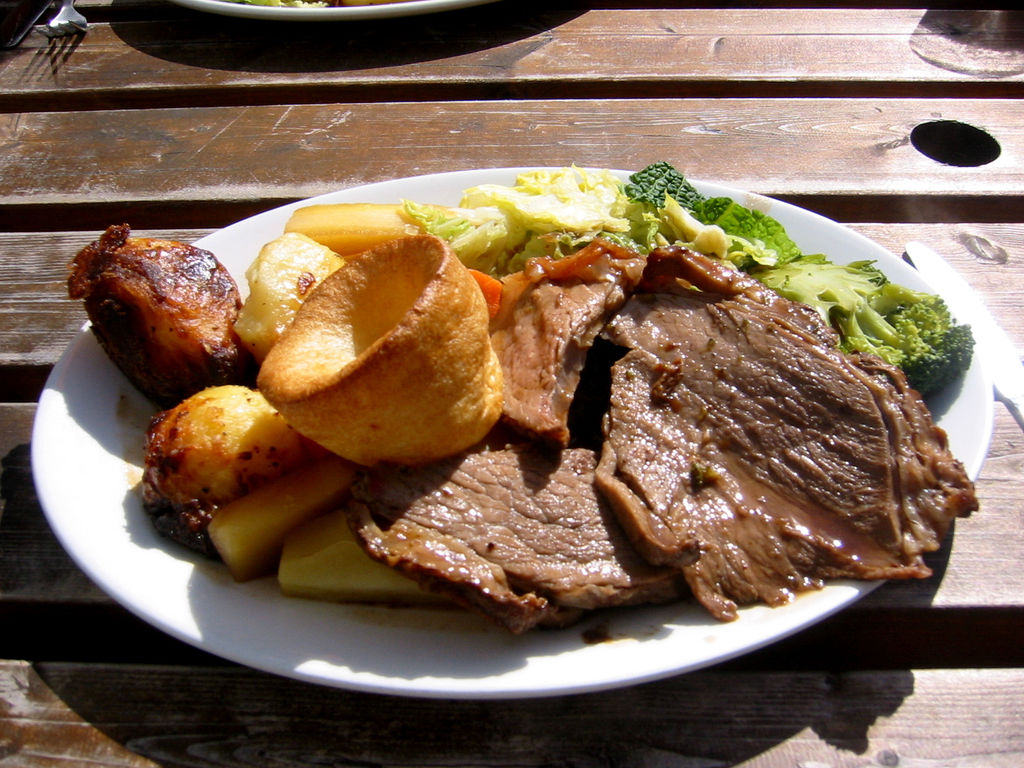
Sunday roast

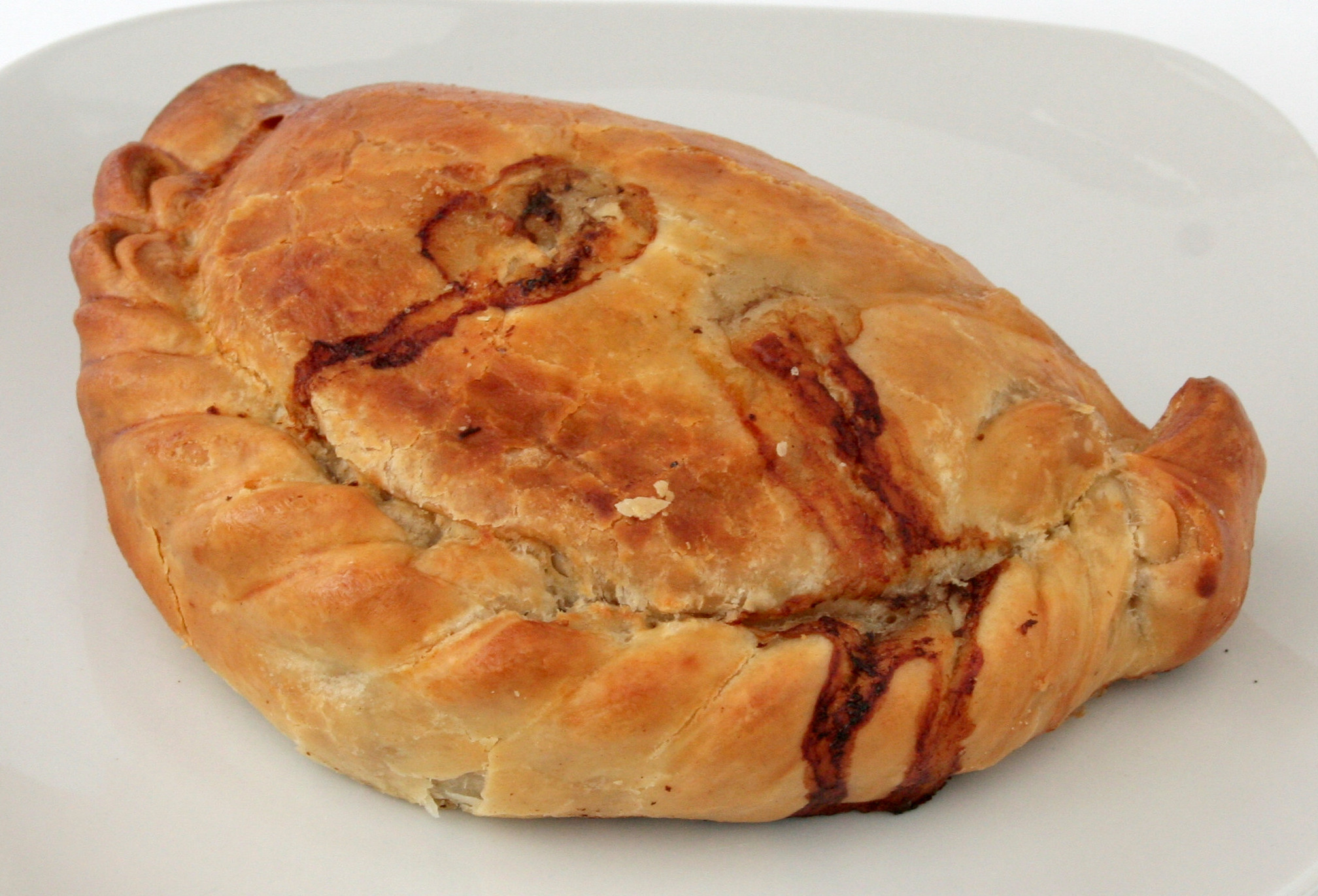
Cornish pasty

I progressi fatti dall'agricoltura del diciottesimo secolo portarono alla diffusione di numerose razze di bovini, pecore e maiali su tutto il territorio inglese, specialmente nell'ovest e nel nord. Le tecniche predilette dagli inglesi per cuocere la carne sono semplici e comprendono quella usata per fare gli arrosti, che consiste nel mettere la carne in una teglia e poi in forno (una modalità che con il tempo è venuta a sostituire la tecnica della carne arrostita), quella per preparare gli stufati, la cottura alla griglia e quella in padella. Meno spazio è invece concesso alle pietanze in umido, al vapore e sottoposte a bollitura, quest'ultima una tecnica riservata a pochi alimenti come il pesce e il pollo. Come consuetudine, questi alimenti sono conditi con un intingolo ricavato dai succhi della carne mescolati con la farina (salsa gravy) e altre salse elaborate tratte dalla cucina europea e orientale.
Nell'alimentazione inglese sono importanti quei cibi dove alla carne è conferito il ruolo più secondario di ripieno o contorno. Tra questi si possono citare pasticci, torte salate di sfoglia (pie crust) e altri sformati tipici come la cottage pie, il toad in the hole (una sfoglia sulla quale vengono poste delle salsicce), la shepherd's pie, tortini popolari come le pork pie e le pot pie e cibi da strada come il cornish pasty, gli involtini di salsiccia (sausage roll) e il poco conosciuto Bedfordshire clanger, un fagottino che ha alle sue estremità un ripieno salato e uno dolce oggi rintracciabile nel Buckinghamshire e l'Hertfordshire.
La carne di manzo, specie quella per arrosti, è tra gli ingredienti prediletti della cucina inglese e viene impiegata per preparare alimenti come il roast beef, da servire nel celebre sunday roast con le verdure e gli Yorkshire pudding e il filetto in crosta, uno dei più noti piatti nazionali. Tra le razze bovine più pregiate vi sono quella del West Country, dal sapore riccamente aromatizzato, la comune Hereford, la English Longhorn, nata nell'Inghilterra del Nord e poi diffusasi altrove, la Shorthorn e la North Devon. Meno pregiata è la carne di ruminante salata in scatola (corned beef), diventata un prodotto d'esportazione, ma utilizzata per preparare qualche piatto tipico come l'hash e la nota pie con patate e cipolle.
Il maiale, soprattutto le parti grasse quali il lardo e il bacon, rivestono un ruolo di primo piano nell'alimentazione. Il primo viene mescolato all'impasto per la preparazione di alcuni pasticci tipici, il secondo, invece, che si ricava da una parte della regione ventrale dell'animale, conferiva sapore alla cucina dei poveri ed è tutt'oggi usato per preparare la tipica colazione all'inglese, il popolare panino al bacon, gli angels on horseback, bocconcini con carne di maiale e ostriche, i non troppo dissimili  devils on horseback, che vengono spesso consumati a Natale in cui il salume riveste delle prugne e il gelato al bacon, nato per scherzo ma diventato a tutti gli effetti parte del repertorio culinario inglese. La carne dell'animale viene comunemente accompagnata con la salsa di mele o un ripieno di salvia e cipolle.

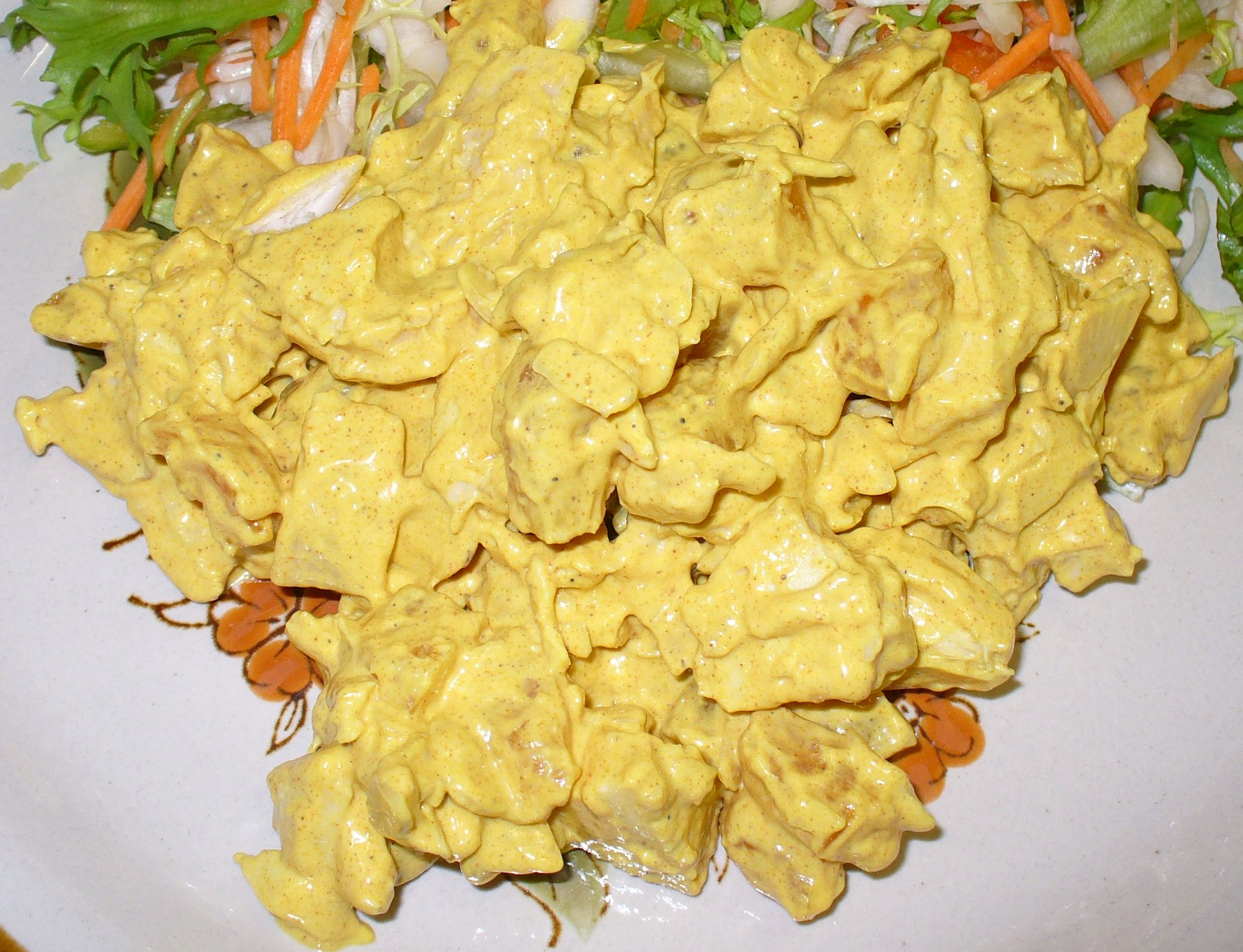
Coronation chicken

Tuttavia, la carne più comune è quella del pollo. Sebbene svalutato durante la metà del Novecento, il pollo era un tempo cucinato arrosto e gustato con un caratteristico intingolo medievale noto come bread sauce, una salsa di pane e latte. Il pollo è più spesso impiegato nelle preparazioni indiane fusion come il chicken tikka masala, il pollo tandoori, e il coronation chicken, che prende il nome dall'incoronazione della Regina Elisabetta e servito alla sovrana in una salsa alla maionese con albicocche.
Molto più apprezzata in passato che oggi, la carne di pecora è l'ingrediente base di pochi piatti tipici come il Lancashire hotpot. La spalla e la coscia dell'animale vengono aromatizzate con la salsa alla menta. I tacchini, in passato allevati quasi esclusivamente nel solo Norfolk, vengono usati per preparare il celebre tacchino di Natale. La carne di selvaggina è oggi considerata un lusso per pochi e può essere preparata in vari modi: arrosto, imbevuta in un sugo chiaro con rigaglie dell'animale e farina di granturco, mangiata in salmì con scalogno, vino e succo d'arancia, stufata, o utilizzata per preparare pasticci. Le frattaglie più diffuse servono a preparare sanguinacci come il black pudding, la testa del maiale, da cui si ricava una specie di soppressata, e i rognoni alla diavola (devilled kidneys). In varie rivendite di fish and chips del nord si riutilizza il grasso del bue per friggere gli alimenti. Vari tipi di grasso sono anche usati tradizionalmente per preparare la lardy cake, un dolce con canditi tipico del sud, e lo spotted dick, un dolciume con frutta secca.
Si possono citare varie salsicce e insaccati di sorta che rientrano tra i prodotti tipici inglesi, come il sopracitato black pudding, la saveloy, le salsicce del Cumberland e del Lincolnshire, e la chipolata il cui nome sembra provenire dall'italiano "cipollata", usata per indicare un piatto di umili origini diffuso nella penisola.

### Pesce e frutti di mare

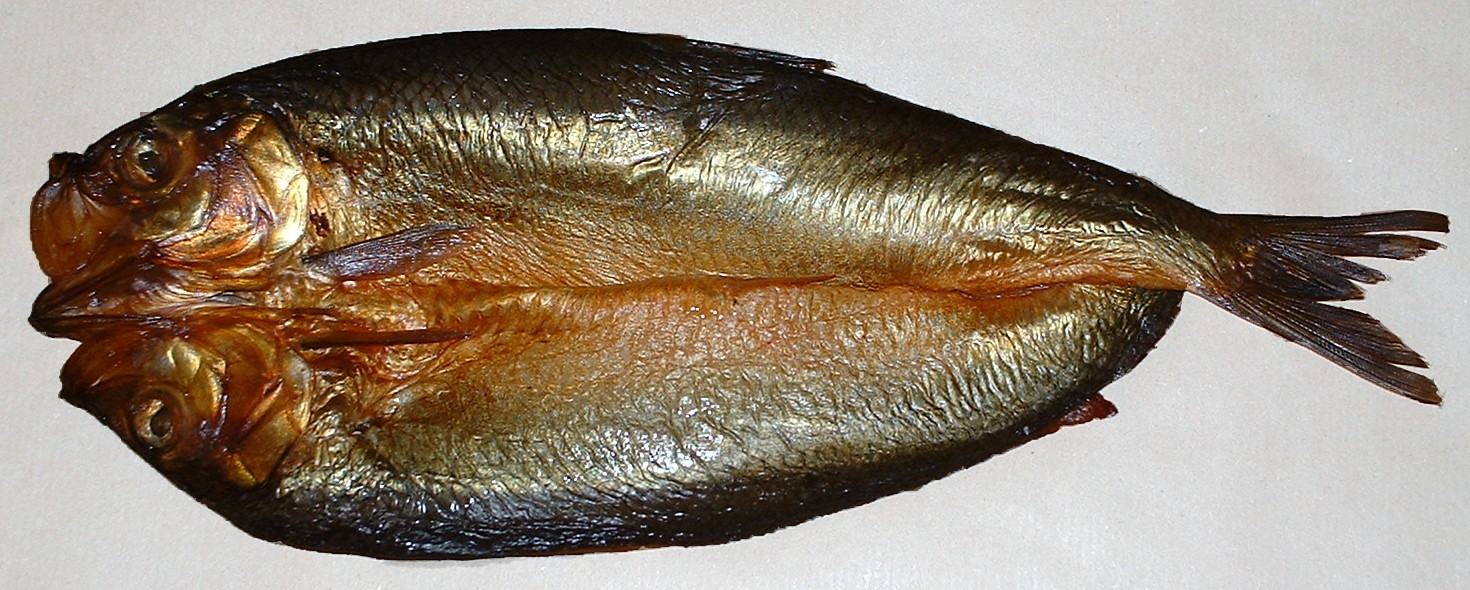
Kipper

Nel caso del pesce, le specie più comuni facenti parte della tradizione culinaria inglese sono le aringhe affumicate da cuocere bollite, al forno o alla griglia, come i famosissimi kipper e i bloater, più difficili da reperire. Viene anche conferita una certa importanza ai pesci bianchi poco costosi, che servono a creare un pasticcio con pesce in salsa e purè di patate, così come al merluzzo e l'eglefino, gli ingredienti di base del fish and chips e pesci piatti come il rombo e la sogliola (celebre quella di Dover) da friggere o bollire. I salmoni, oltre a venire affumicati, sono sobbolliti in acqua e consumati con i cetrioli durante l'estate oppure sminuzzati e usati per preparare delle polpette fritte. Anche gli sgombri sono un prodotto piuttosto comune, specie tra la primavera e agli inizi dell'estate, quando le acque inglesi pullulano di tali pesci. Le acciughe sono invece adottate per preparare la pasta di acciughe Gentleman's Relish, usata a sua volta come ingrediente di base per una tartina conosciuta come Scotch woodcock.
Tra i frutti di mare più apprezzati vale la pena citare i granchi, annoverati tra le specialità dell'Anglia orientale e dei territori del sud ovest, i gamberetti, a volte conservati nel burro o insaporiti con la noce moscata (potted shrimps), le ostriche, molto più comuni in passato, da gustare con il limone, e un tempo impiegate nella preparazione di pudding, pasticci e altre pietanze pregiate, gli scampi, gli astici e le cozze.

### Odori, spezie e condimenti
La cucina degli inglesi dà un ruolo non indifferente agli aromi, le spezie e le salse. Molte delle carni e gli sformati locali vengono infatti insaporiti con erbe e aromi come il macis, il pepe e il peperoncino, adottate in grande quantità dopo il medioevo, ma impiegate con maggiore parsimonia dal ventesimo secolo, così come da una serie di intingoli salati e saporiti, alcuni dei quali nati nel Settecento forse per emulare quelli dell'India.
Tra i sapori divenuti appannaggio della cucina locale si possono citare, ad esempio, la Worcestershire, il ketchup ai funghi, diffusosi nel Regno Unito ancor prima di quello a base di pomodoro, la senape, la liquor sauce con prezzemolo tritato, brodo di pollo, aglio e burro, che serve a insaporire il pie and mash, la salsa alla menta, da usare in combinazione con la carne, ideale anche con la sopracitata salsa di mele britannica, la salsa Cumberland, prodotta nell'omonima contea e a base di frutta, la Marie Rose sauce, una salsa cocktail inventata da Fanny Cradock negli anni sessanta, la bread sauce, la horseradish sauce e i chutney. Questi ultimi sono una vasta categoria di salse gelatinose che possono essere, a seconda dei casi, più o meno piccanti, a base di frutta o verdura e cotte in uno sciroppo di aceto o spezie. Da non sottovalutare il ruolo che hanno invece la cannella, la noce moscata, il pimento e lo zenzero, impiegati invece per rendere più saporiti i dolci.

### Dolci e dessert

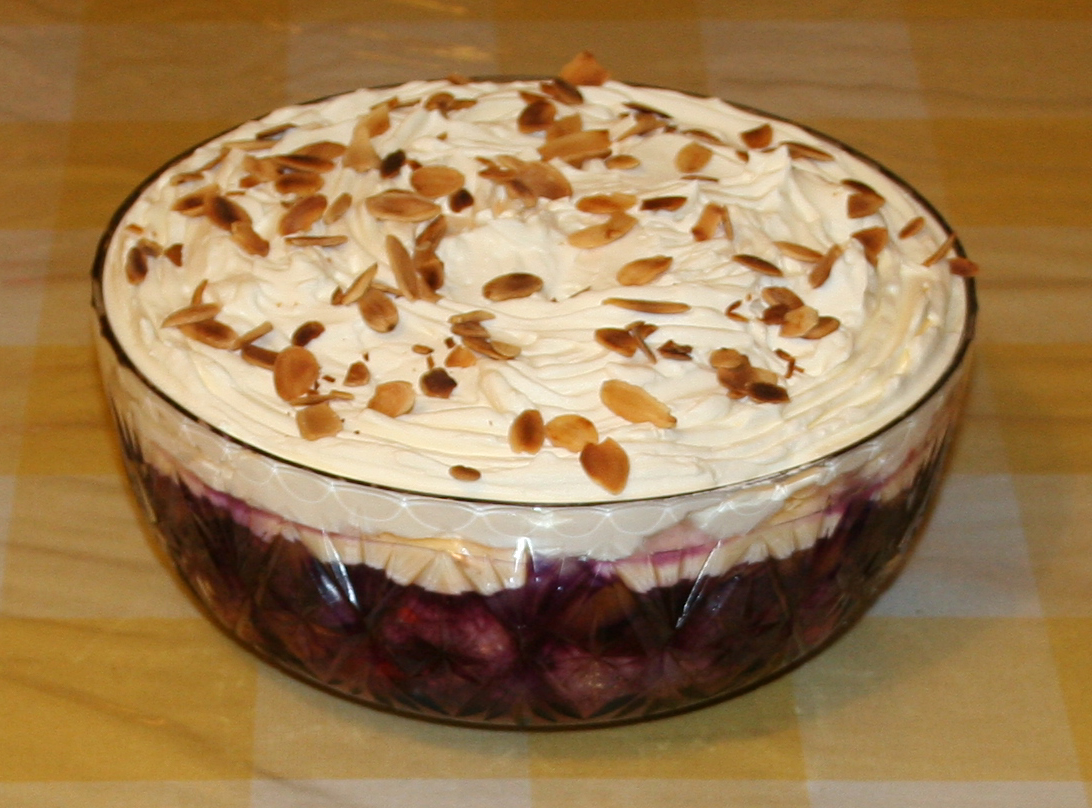
Trifle

I dolci inglesi sono certamente meritevoli di una trattazione. Tra le innumerevoli specialità dell'Inghilterra vi sono, oltre al sopracitato crumble e altri pudding con la frutta come il trifle (un dolce al cucchiaio con crema pasticcera, pan di Spagna e vino liquoroso), dolci caramellati come il fudge e i toffee e il cioccolato, diffuso sul territorio da aziende gestite da quaccheri.
Sempre la farina di grano è alla base dell'impasto di torte con impasti affini a quelli dei savoiardi e il pan di Spagna, biscotti e pasticcini inglesi, spesso serviti durante l'ora del tè oltre che essere un apprezzato dessert. Tra questi meritano menzione la battenberg cake, con il suo caratteristico motivo a scacchi, Victoria sponge, un disco di pane dolce tagliato orizzontalmente e farcito con crema o confettura, i teacake, così chiamati perché serviti durante l'ora del tè, la Madeira cake, da bere con l'omonimo vino, la Eccles cake, la Banbury cake, la cheesecake e la fruitcake.
Una delle spezie più usate nella gastronomia dell'Inghilterra, lo zenzero, è l'ingrediente usato per preparare dolci come il gingerbread, i brandy snaps e i ginger snaps (biscotti allo zenzero).

### Alcolici

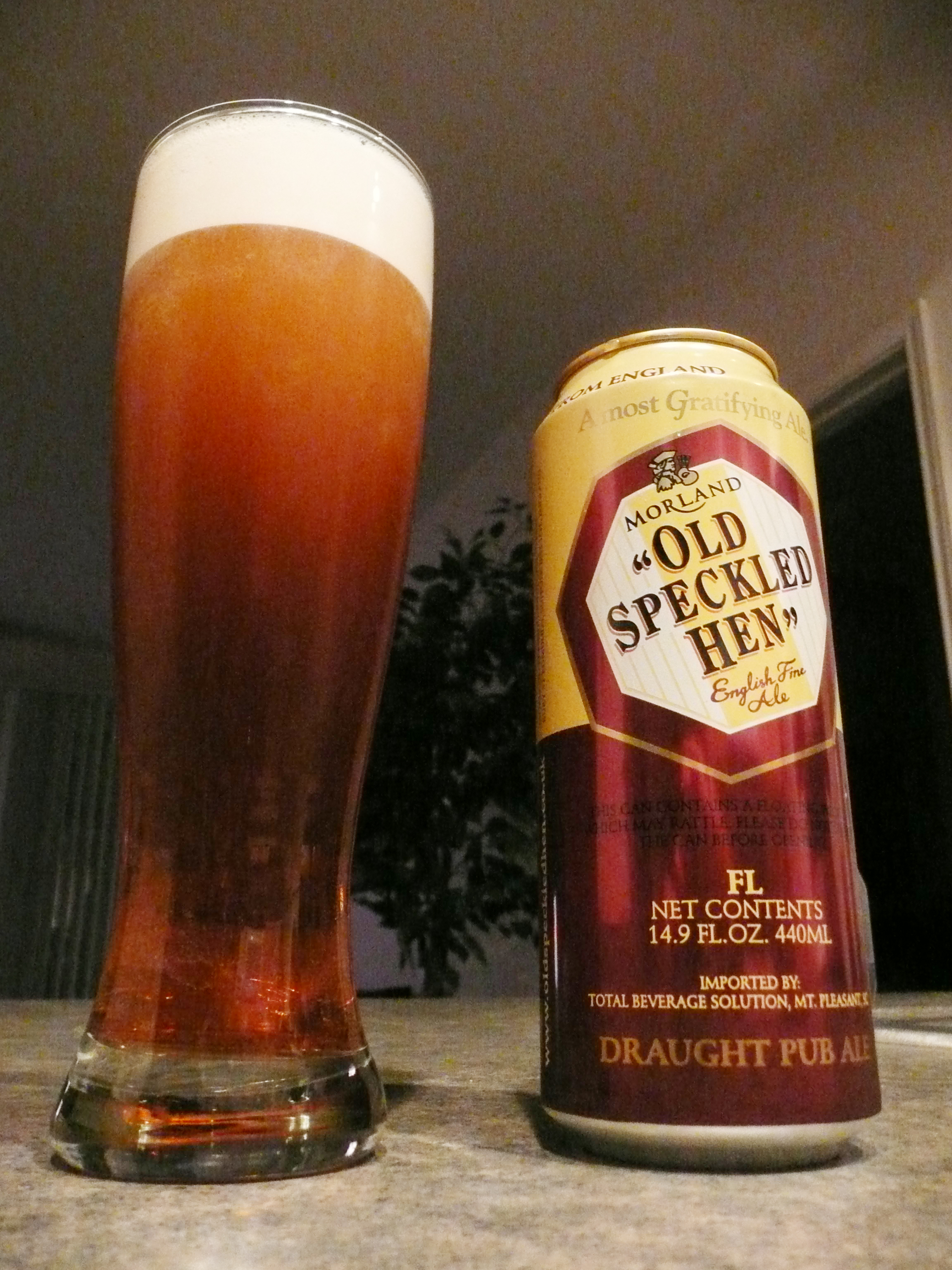
Birra ale inglese

Tra gli alcolici tradizionali inglesi vi sono il gin e il whisky, entrambi diffusi nel territorio inglese dal diciassettesimo secolo. Merita una menzione la birra (specialmente quelle di tipo ale e lager, originaria della Germania) che risulta essere la bevanda più bevuta in Inghilterra e, più in generale, nel Regno Unito. Rivestono una certa importanza anche i vini inglesi, i più rilevanti dei quali, ovvero l'English wine, l'English regional wine e il Sussex, sono tutelati dai marchi PDO e DOP. Il sidro di mele è molto diffuso nel Regno Unito, che ne è il paese maggior consumatore e produttore al mondo.
Gli alcolici vengono consumati nel Regno Unito sin dalla preistoria, come conferma il ritrovamento sul luogo di alcuni recipienti per far fermentare gli alimenti. La cosiddetta "cultura dei pub" gettò i suoi semi nelle tabernae fatte costruire dai Romani in Inghilterra. Le bevande alcoliche erano considerate imprescindibili nell'alimentazione dei lavoratori dell'VIII secolo. L'uso e l'abuso di alcool in Inghilterra sono stati osteggiati più volte nel corso della sua storia da vari gruppi religiosi, tra cui i quaccheri della Society of Friends, i metodisti e altri nonconformisti, gli affiliati al Movimento per la temperanza e la United Kingdom Alliance. Sebbene non tutte le loro campagne contro gli alcolici non riuscirono a concretizzarsi, nel 1854 venne approvato il Sale of Beer Act, che limitava l'orario di apertura dei locali durante la domenica (legge poi abrogata a causa dei disordini da essa stessa causati).
I tassi di consumo medio di alcol all'interno del paese sono tra i più alti tra la media delle nazioni dell'OCSE. Secondo una statistica del 2019, il numero di persone che tende a eccedere nel consumo di bevande alcoliche in Inghilterra è pari al 20%.

## Pasti

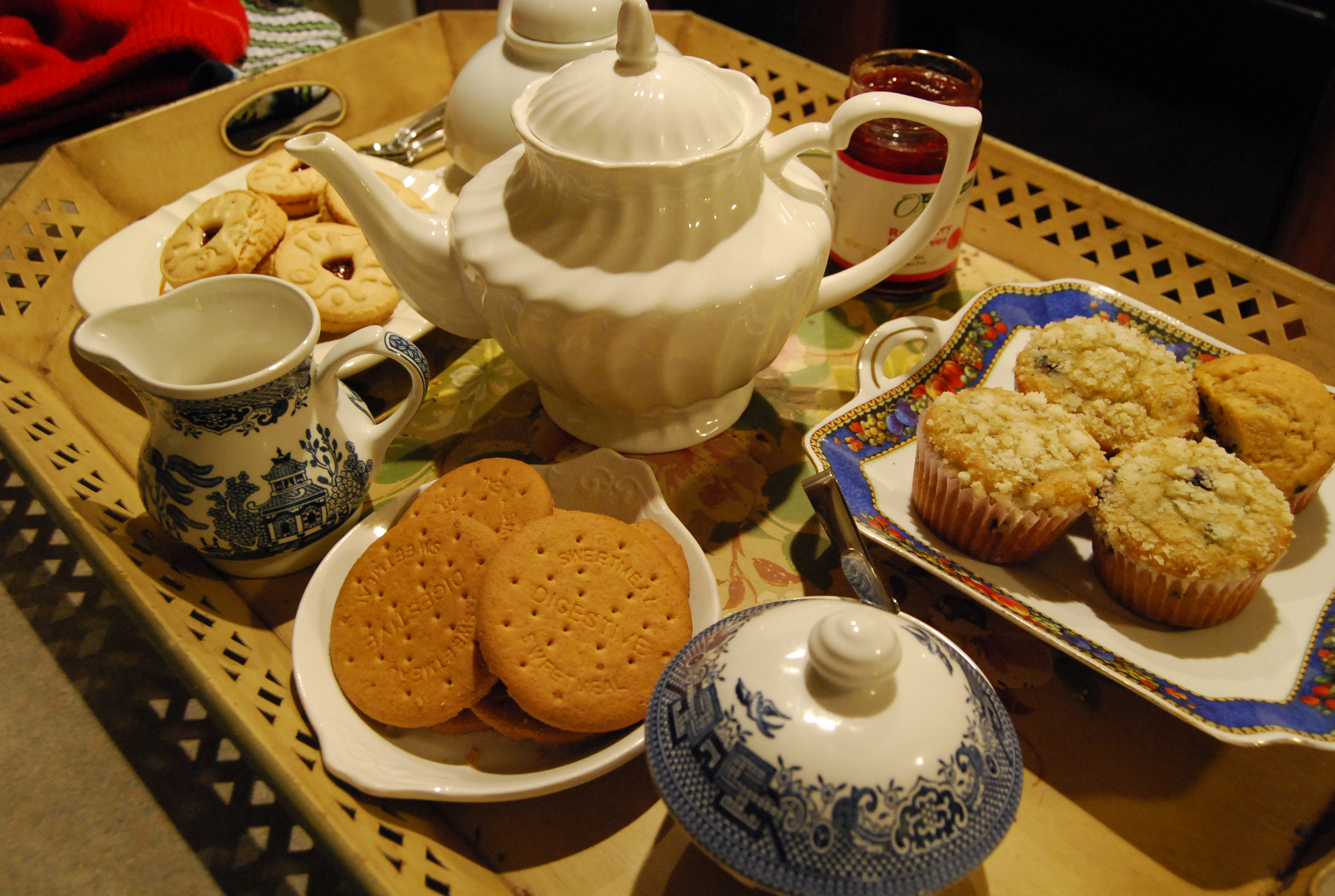
Vassoio con tè, dolci e confetture

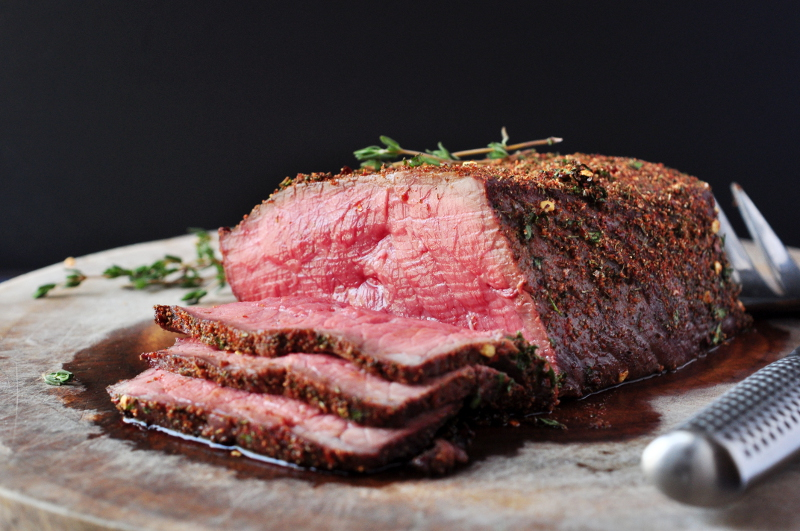
Gli arrosti, come, ad esempio il roast beef, vengono spesso preparati a cena in Inghilterra

In Inghilterra vi sono cinque diversi pasti tradizionali, che però stanno venendo meno a causa delle nuove abitudini alimentari dovute ai cambi degli orari di lavoro, del multiculturalismo e all'avvento delle catene di fast food:
- Colazione (breakfast)
- Brunch
- Pranzo (lunch)
- Ora del tè (tea)
- Cena (dinner o supper)

### Colazione
Gli inglesi solitamente fanno colazione tra le 7 e le 9 del mattino. La tradizionale colazione all'inglese, ovvero la full breakfast, consiste in una combinazione di salsicce, bacon, funghi, uova, black pudding (un sanguinaccio con i cereali), fette di pane tostato e fagioli in umido (baked beans). Oggigiorno però il primo pasto della giornata è più solitamente composta da latte e cereali, una fetta di pane tostato, succo d'arancia e caffè. Oltre ai suddetti alimenti possono anche essere presenti il kedgeree, alimento che getta le sue radici nella cucina indiana, e la marmellata di arance.

### Brunch
Brunch è una parola macedonia composta dai termini breakfast ("colazione") e lunch ("pranzo") e indica un buffet che viene effettuato tra le 10:30 e le 11:30 al posto della colazione e del pranzo.

### Pranzo
Il pranzo in Inghilterra si consuma tra le 12 e le 13:30 e non è mai stato caratterizzato da alimenti specifici. Può infatti trattarsi tanto di un rapido spuntino, come ad esempio un panino, quanto di un pasto composto da poche e leggere portate.

### Ora del tè
L'ora del tè tradizionale è un pasto composto da tè e dolcetti che si consuma nel pomeriggio. Vi sono diverse tipologie di tale pasto, quali l'afternoon tea ("tè del pomeriggio"), che si prepara tra le 15:30 e le 17:00 ed è composto da alimenti leggeri quali dolcetti e piccoli panini al cetriolo noti come tea sandwich, il più sostanzioso cream tea, composto da scone, clotted cream e composte, e l'high tea, consumato tra le 17:00 e le 19:00 e che per sua natura può sostituire la cena in quanto composto da uova, salsicce, formaggio e pesce oltre ai tipici dolci britannici.

### Cena
La cena inglese si consuma tra le 18:30 e le 20:00, ed è ritenuta il pasto più importante della giornata. Essa è a base di arrosti con verdure (solitamente patate e un ortaggio o una radice, anche se non vengono esclusi i piselli e le cipolle) e pudding. Secondo il sito di cucina The Spruce Eats, i piatti che compongono una cena nel Regno Unito sono di semplice preparazione e sarebbero "dei comfort food piuttosto che delle fantasiose pietanze gourmet". Il sito elenca inoltre alcuni di quelli che sono ritenuti gli alimenti prediletti della cucina inglese tra i quali il bangers and mash (bangers è un termine usato Oltremanica per indicare le salsicce), piatti cotti al forno come la fish pie, la shepherd's pie e il Lancashire hotpot, e pietanze che sono in qualche modo legate ad altri Paesi, quali il balti e gli spaghetti bolognese. Famosa è la cena di Natale inglese con il tacchino o l'oca, la chipolata, la bread sauce e il conclusivo Christmas pudding.

## Influenza straniera

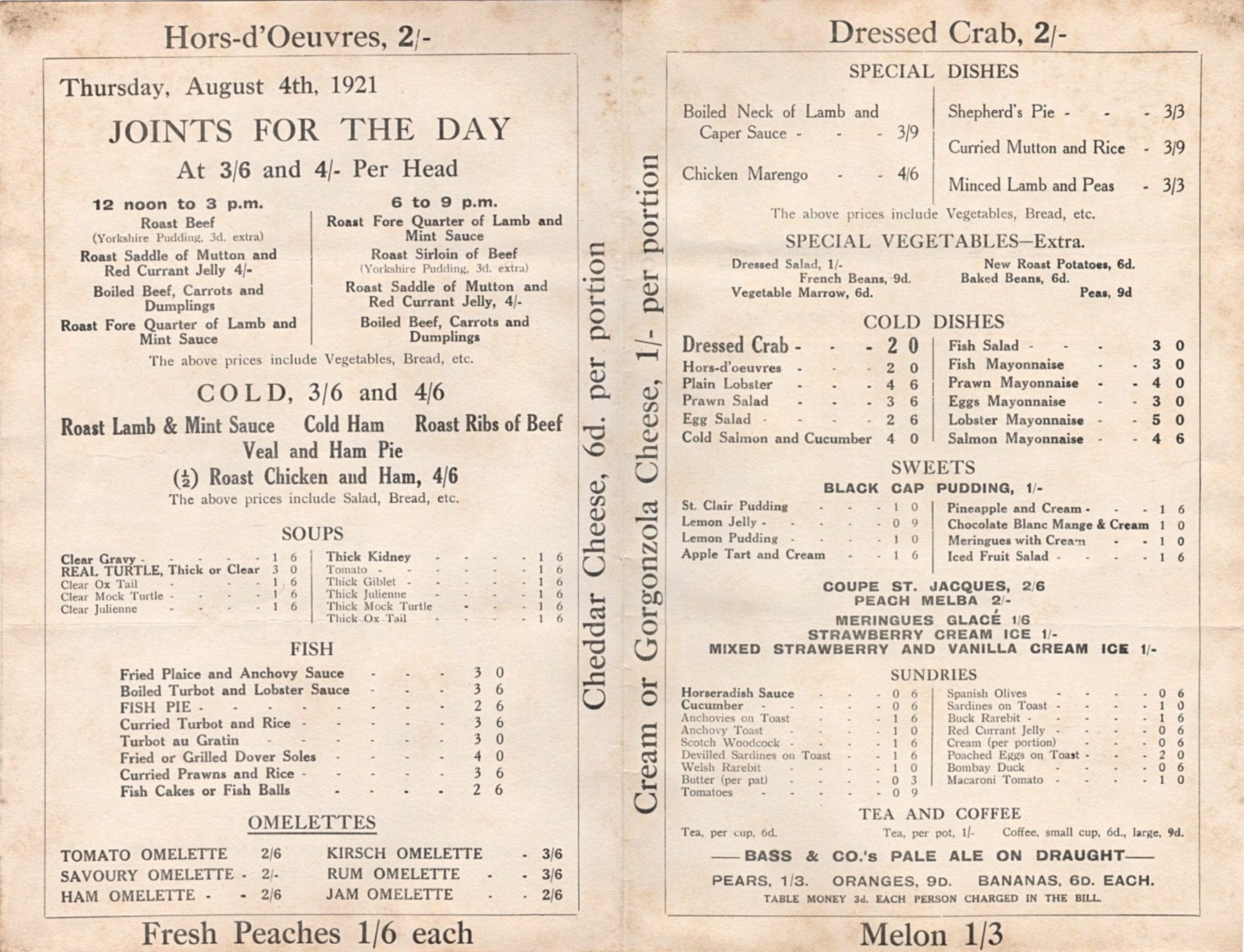
Menu inglese del 1921 in cui sono elencati piatti esteri tra cui il pollo alla Marengo e le "olive spagnole"

La cucina inglese ha ereditato stili e ingredienti delle gastronomie estere dal XIII secolo, e comprende qualche alimento di epoca romana come le salsicce. La contessa di Leicester, figlia di re Giovanni, acquistò grandi quantità di cannella, mentre il re Edoardo I fece importare grandi quantità di spezie, tra cui pepe e zenzero, oltre allo zucchero, che era in origine un lusso per pochi. Dickson Wright confuta l'idea diffusa secondo la quale le spezie fossero usate per mascherare il sapore della carne andata a male, in quanto ciò avrebbe portato a conseguenze fatali. Suggerisce invece che esse fossero usate per nascondere il sapore del sale, un tempo usato per conservare il cibo quando mancavano gli attuali sistemi di refrigerazione.
La nota cuoca inglese Fanny Cradock sosteneva che «gli inglesi non hanno mai avuto una loro cucina. Del resto anche lo Yorkshire pudding viene dalla Borgogna». Nicola Humble affermò che nel Book of Household Management di Beeton ci sono all'incirca lo stesso numero di ricette provenienti da India, Galles, Scozia e Irlanda. Panayi generò diverse polemiche affermando che il fish and chips avesse origini straniere in quanto, a suo dire, il pesce fritto proviene dalla cucina ebraica e le patatine dalla Francia, e che il piatto sarebbe assurto a simbolo nazionale soltanto intorno agli anni trenta del Novecento. La cucina francese ha fortemente segnato la cucina inglese nel corso del diciannovesimo secolo, e diversi chef francesi affermatisi nel Novecento stanziati nel Regno Unito hanno continuato a proporre delle ricette del loro Paese d'origine nel corso della loro carriera fino a oggi.

### Cucina indiana

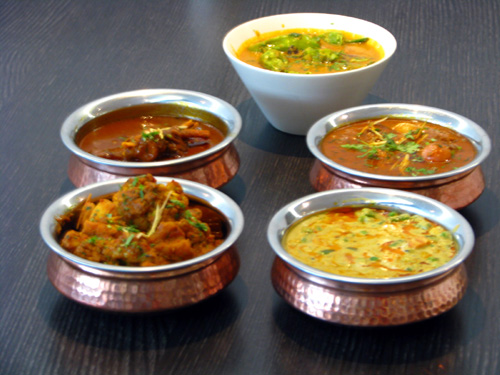
Vari tipi di curry

Nel corso della storia della gastronomia inglese, ha assunto un ruolo importante il rapporto che essa ha avuto con quella del subcontinente indiano. La storia della commistione tra la cucina inglese e quella indiana risale al diciottesimo secolo, quando comparve nel The Art of Cookery Made Plain and Easy la prima ricetta contenente il curry. Nel diciannovesimo secolo, la maggior parte dei ricettari in lingua inglese contenevano delle ricette contenenti il curry. A partire dal ventesimo secolo si diffusero in tutto il territorio inglese i ristoranti di cucina anglo-indiana. La cucina indiana cucinata in Inghilterra differisce da quella autentica in quanto, a differenza di quest'ultima, si concede maggiori libertà sugli ingredienti di base, come la carne, che nel subcontinente è principalmente a base di pollo per motivi religiosi. Oltre a quelli sopracitati, tra le pietanze di questa cucina vi sono il kedgeree, la zuppa mulligatawny, il balti e il chicken tikka masala.

### Altre influenze

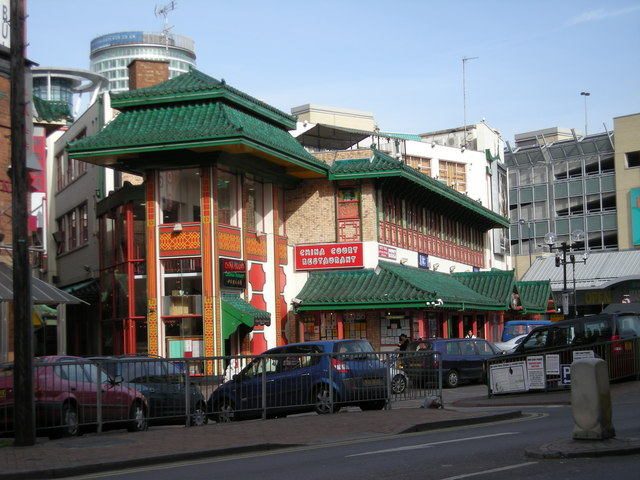
La Chinatown di Birmingham

In tutta l'Inghilterra sono diffusi dei punti di ristoro di cucina orientale. La gastronomia cinese si affermò in Inghilterra durante gli anni settanta, specialmente nelle Chinatown radicate nel Paese, come ad esempio quella collocata nel quartiere londinese di Soho, emersa tra le due guerre mondiali (da non confondersi con quella più vecchia che si trovava un tempo nell'area di Limehouse). Il cibo servito dai ristoranti cinesi nel Regno Unito attinge alla cucina cantonese, ed è aggiornato al gusto dei britannici. Le cucine del sud-est asiatico, specialmente quelle tailandese e vietnamita, divennero altrettanto popolari sul suolo inglese a partire dagli anni ottanta.
La cucina italiana è il tipo di gastronomia mediterranea più apprezzata in Inghilterra. La cucina italiana più diffusa in Inghilterra risente la lezione di Elizabeth David e iniziò a guadagnare terreno a partire dal 1945. Già da prima della seconda guerra mondiale esistevano dei ristoranti italiani in Inghilterra, ma questi servivano una cucina altolocata e generalizzata. Nell'immediato dopoguerra comparvero i coffe bar italiani, primi luoghi in cui gli italiani possono affermare la propria identità a livello culinario e dove veniva venduto cibo semplice ed economico come il minestrone, gli spaghetti bolognese e la pizza. Dai primi anni sessanta, le più formali trattorie offrivano "specialità italiane" come le lasagne con gli spinaci. La cucina inglese ha risentito in qualche modo l'impatto di altre cucine mediterranee tra cui quella greca, nel cui novero sono comprese la moussakà, la feta e la taramosalata, quella turca, che rese noto il doner e lo shish kebab, così come quella mediorientale, come conferma il diffuso uso dell'hummus nel territorio.
In Inghilterra, la cucina francese viene servita principalmente in alcuni costosi ristoranti, questo sebbene non manchino alcuni bistrot economici. Per molti anni, scrittori inglesi come Hannah Glasse nel XVIII secolo e Andrew Kirwan nel XIX secolo furono ambivalenti nei confronti della cucina francese. Tuttavia, i ristoranti che servono la haute cuisine si svilupparono per le classi alte e medie in Inghilterra a partire dagli anni trenta del XIX secolo. Auguste Escoffier lavorò per l'Hotel Savoy a Londra durante gli ultimi anni del secolo. L'importante bestseller Simple French Cooking for English Homes (1923) di Marcel Boulestin contribuì a far conoscere la cucina francese agli inglesi.

## Punti di ristoro

### Caffè etea shop

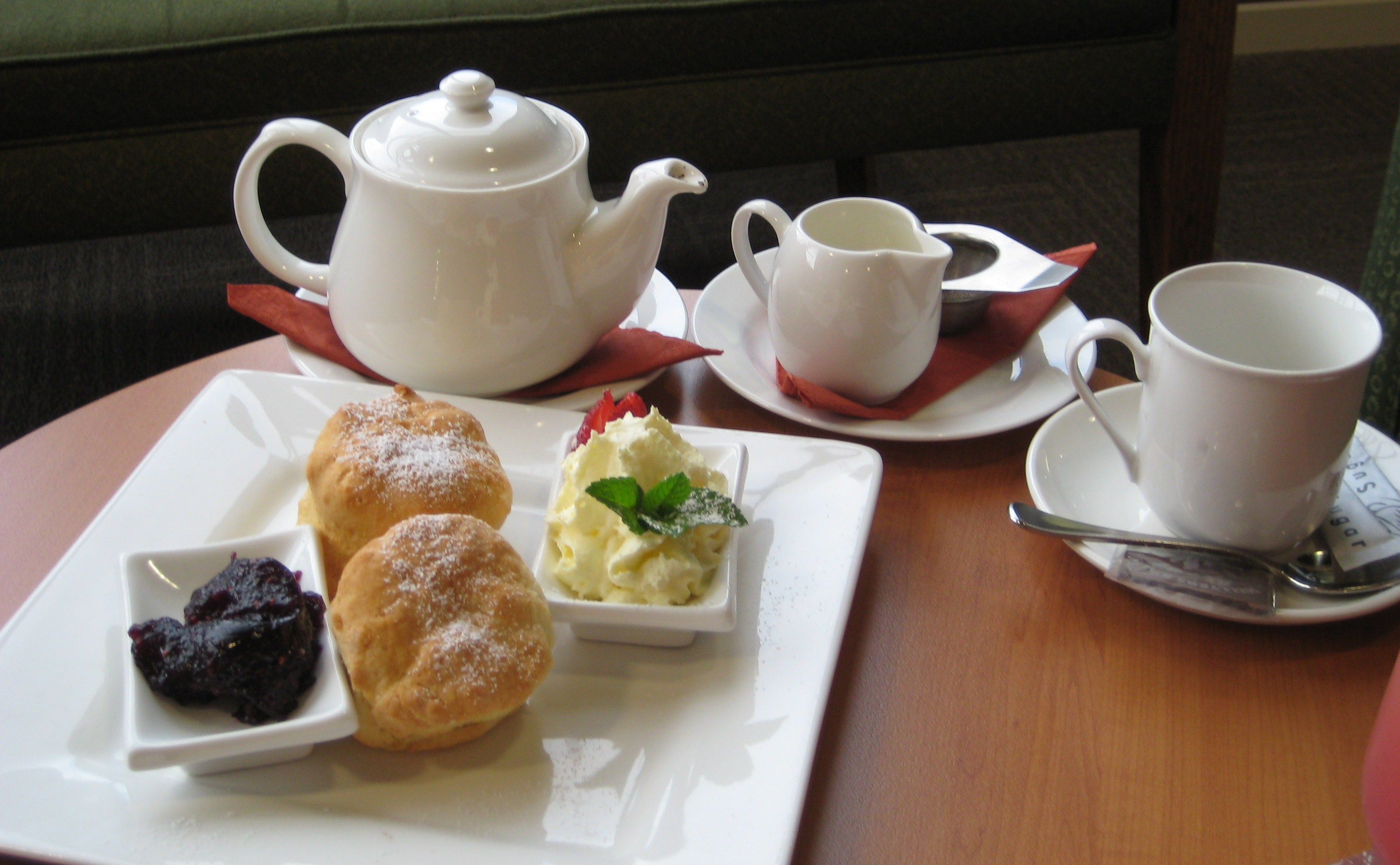
Tipici alimenti di una cream tea, ovvero tè, scone, clotted cream e confettura

Molto diffusi in Inghilterra sono i caffè, piccoli ristoranti poco costosi. Esistono dei cosiddetti working men's cafe (letteralmente "caffè per lavoratori"), ove si preparano cibi fritti o cotti alla griglia tra cui uova, pancetta, salsicce con purè‚ black pudding, bubble and squeak, hamburger, salsicce, funghi e patatine. Questi alimenti possono essere accompagnati da vari contorni quali fagioli stufati in umido, pomodori cotti e pane fritto. Benché siano definiti alimenti per la colazione, essi vengono preparati ogni ora del giorno. Il numero dei tipici caffè britannici è diminuito a causa dell'ascesa delle catene di fast food, ma il loro numero rimane piuttosto elevato.
I tea shop sono invece dei piccoli ristoranti che servono bevande analcoliche e pasti leggeri. Al loro interno i clienti possono provare il cream tea in stile Cornish o Devonshire, e gli scone con confettura e clotted cream.

### Negozi difish and chips
Il fish and chips è un cibo di strada con merluzzo o eglefino impastellato e fritto e patatine. Si pensa che furono gli ebrei spagnoli e portoghesi trapiantatisi in Inghilterra nel XVI secolo a preparare per primi in Inghilterra il pesce infarinato e fritto nell'olio (pescado frito). Le patatine vennero aggiunte all'alimento solo durante l'era vittoriana. Nel romanzo di Dickens Racconto di due città del 1859 viene si citano delle "fettine di patate fritte con un po' di gocce d'olio rancido". Panayi afferma che i negozi di fish and chips negli anni venti erano gestiti da ebrei o italiani. Nonostante ciò, l'invenzione del neonato piatto veniva attribuita ai francesi; il Times dichiarò che "le patate tagliate e fritte alla maniera francese furono introdotte nel Lancashire ottenendo grande successo intorno al 1871". La Fish Trades Gazette del 29 luglio 1922 dichiarò che "più tardi fu introdotta in questo Paese la frittura e la fornitura di patate fritte dalla Francia (...) che avevano reso il commercio del pesce fritto quello che è oggi."

### Cibo da pub

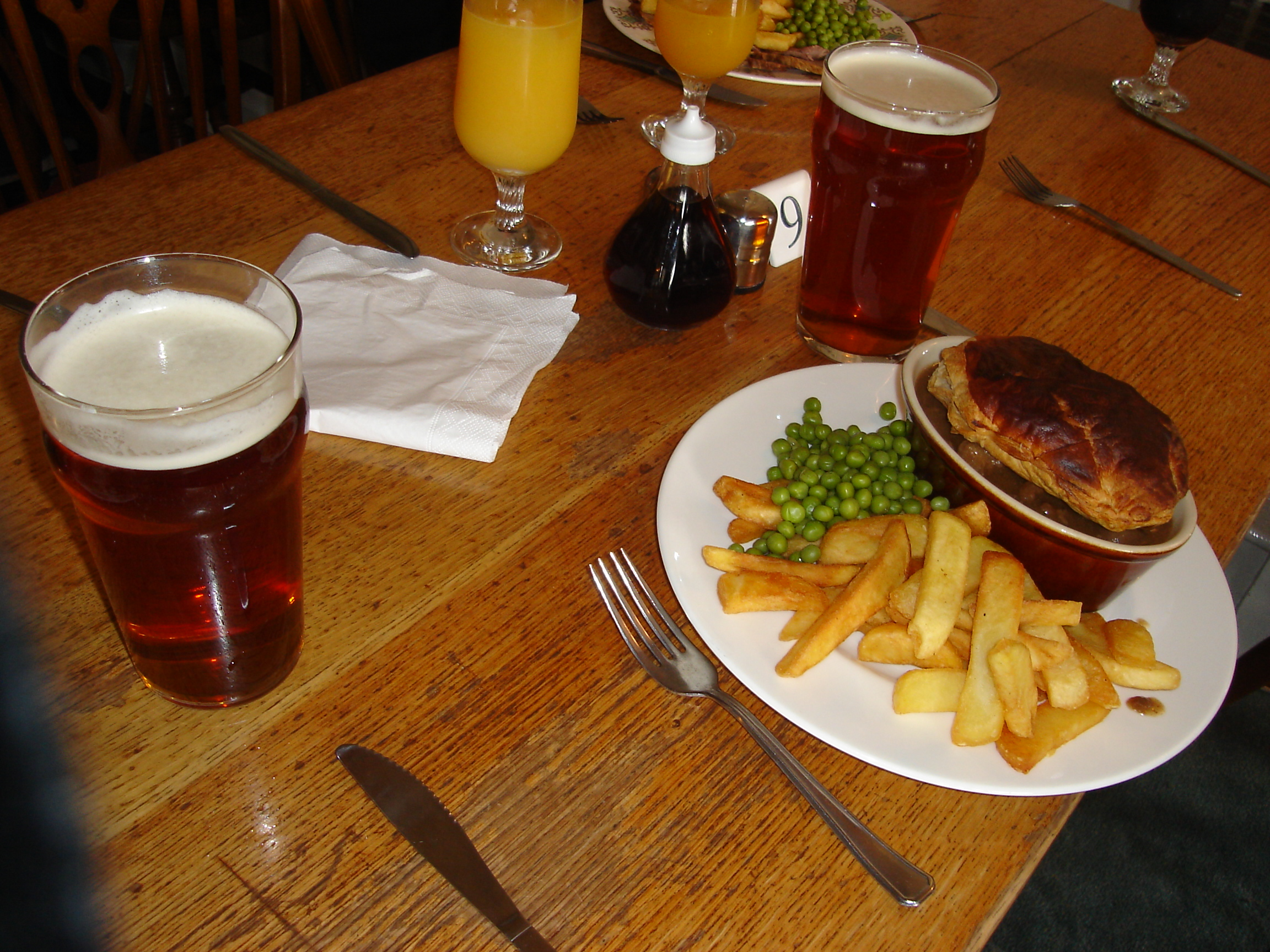
Tipici piatti serviti in un pub inglese

I pub o public house sono luoghi informali tipicissimi in Inghilterra. Durante la metà del XX secolo, essi erano locali in cui vengono bevuti alcolici e che davano secondaria importanza al cibo; gli "snack" che vi venivano serviti, ovvero i pork scratchings (ciccioli), le uova in salamoia, le patatine salate e gli arachidi, contribuivano ad aumentare le vendite di birra. Se un pub serviva dei pasti, questi erano solitamente piatti freddi come quelli del Ploughman's lunch, inventato negli anni cinquanta.
Durante la metà del Novecento alcuni pub britannici iniziarono a offrire a pie and a pint ("una torta e una pinta"), con bistecche calde individuali e steak and ale pie preparate sul posto dal padrone di casa o da sua moglie. Negli anni sessanta ebbe una certa fortuna il chicken in a basket ("pollo nel cesto"), una porzione di pollo arrosto con patatine fritte serviti su un tovagliolo in un cesto di vimini inventata dal Mill pub di Withington. La qualità del cibo da pub diminuì, ma la varietà degli alimenti aumentò con l'introduzione dei forni a microonde e dei congelatori. Aumentò la gamma di alimenti che entrò a far parte del tradizionale cibo da pub inglese, come lo steak and kidney pudding, la cottage pie, il fish and chips, il bangers and mash, il sunday roast e le pasty.
Il movimento gastropub del XXI secolo, d'altra parte, voleva servire cibo di alta qualità, cucinato in un pub su ordinazione usando ingredienti freschi.
Nel 1964 i pub servivano il 9,1% dei pasti consumati fuori casa; tale cifra salì al 37,5% nel 1997.

## Cucina vegetariana
La Vegetarian Society, il primo e più importante movimento vegetariano occidentale di epoca moderna, venne fondata nel Regno Unito nel 1847. A partire dalla fine del secondo conflitto mondiale, il numero dei vegetariani inglesi aumentò esponenzialmente. Nel 2003 vi erano tra i 3 e i 4 milioni di vegetariani in tutto il Regno Unito, una delle percentuali più alte nel mondo occidentale; circa 7 milioni di persone che vivono Oltremanica affermano di non mangiare carne rossa. Nel 2015 la metà delle 22 catene di ristoranti prese in analisi dalla Vegan Society avevano almeno un piatto vegano nel loro menu, sebbene solo 6 di queste affermassero esplicitamente che quelle pietanze fossero appositamente destinate ai non consumatori di carne. La quantità di ristoranti giudicati di alto livello vegetariani in Inghilterra è relativamente bassa, ma il loro numero è in rapida crescita: nel 2007 vi erano circa 20 punti di ristoro di questo tipo in Gran Bretagna, ma il loro numero è salito a 30 nell'arco di tre anni.

## Stereotipi

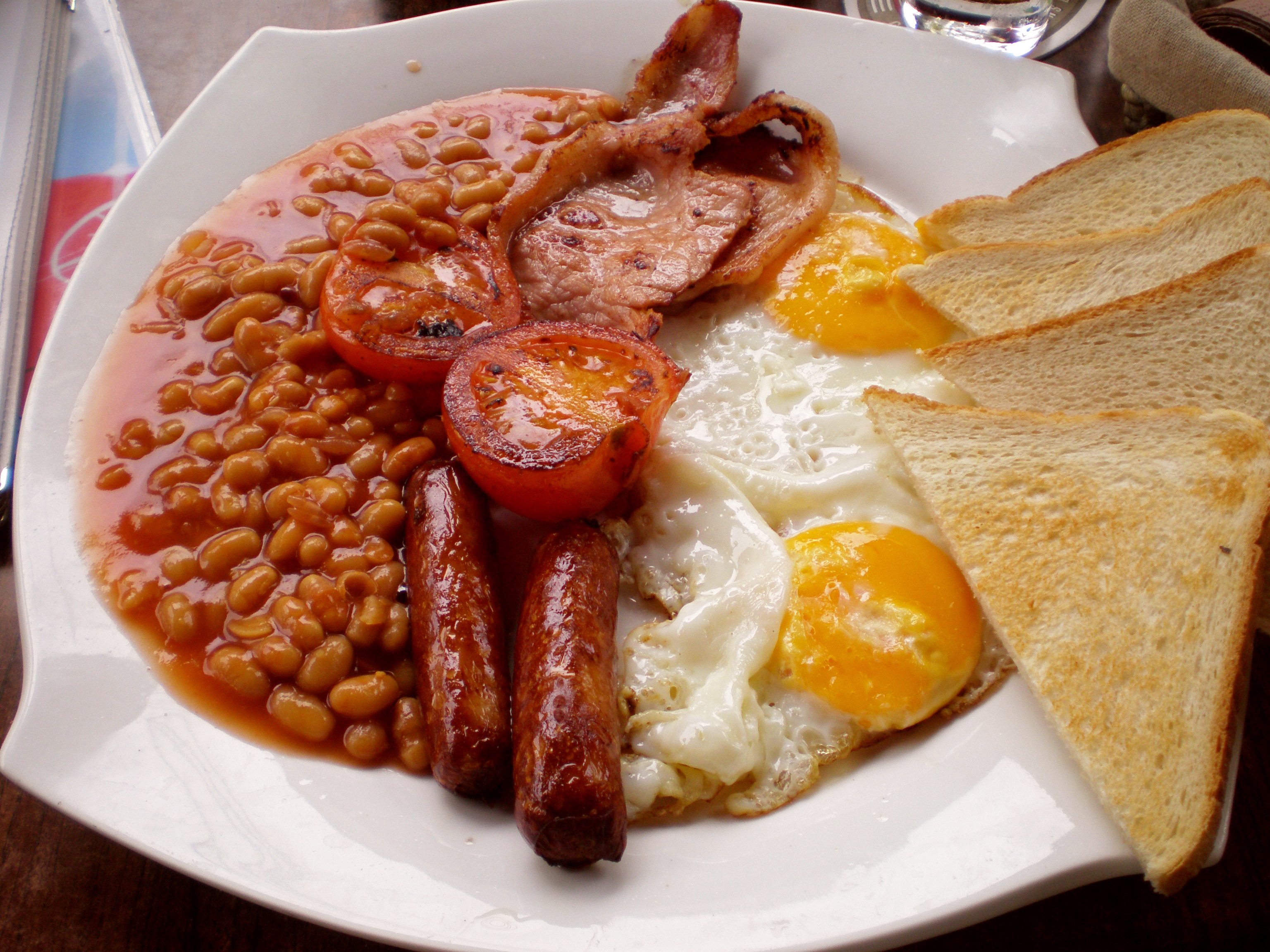
Una full breakfast

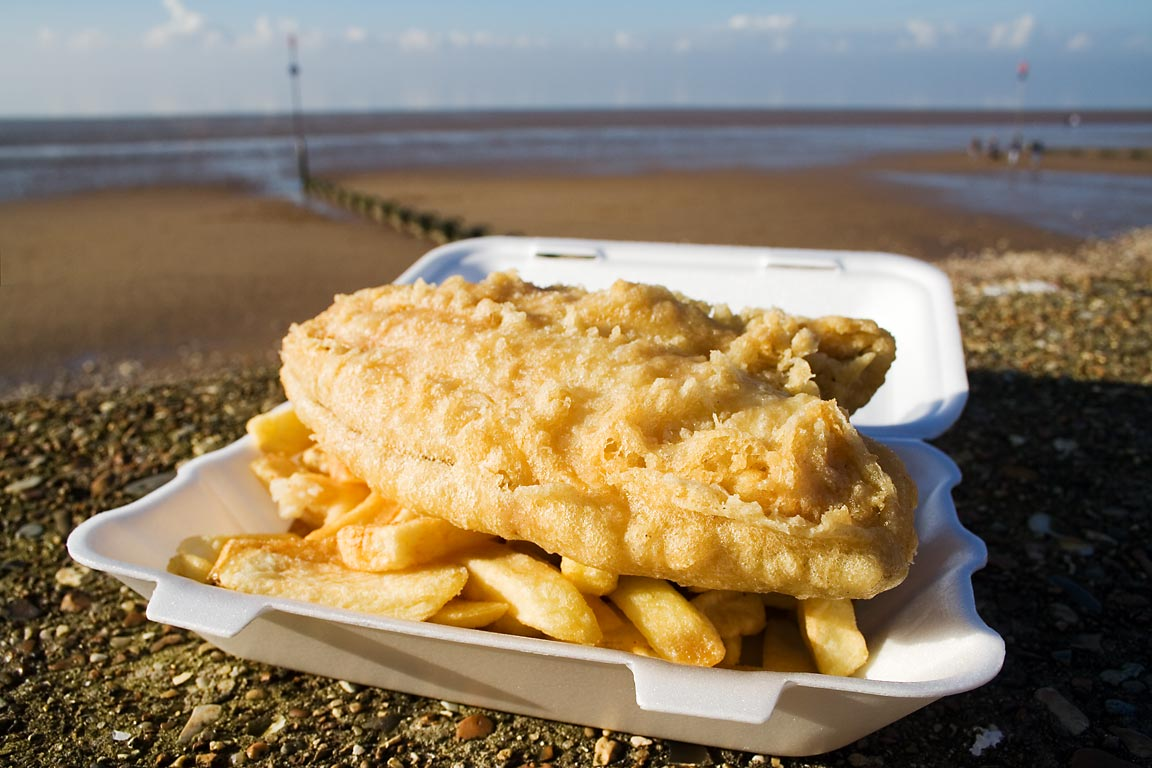
Fish and chips

Nel 1953 Philip Harben, il primo famoso chef televisivo britannico, pubblicò Traditional Dishes of Britain, i cui capitoli elencavano alcuni dei piatti più ricorrenti, e per questo considerati stereotipati, della cucina inglese, tra cui lo Yorkshire pudding, la cornish pasty, lo shortbread, il Lancashire hotpot, lo steak and kidney pudding, l'anguilla in gelatina, la clotted cream e il fish and chips. Panayi criticò Harben per aver espresso, a suo dire, delle contraddizioni e aver affermato senza il supporto di alcuna fonte che il Regno Unito avesse il peggior cibo del mondo, contrariamente ad Harben, sosteneva che i cuochi britannici erano impareggiabili e che la varietà di piatti nel Regno Unito fosse rimasta ineguagliata.
Il sociologo Bob Ashley dichiarò, nel 2004, che, laddove i britannici risultavano essere d'accordo sul fatto che la dieta nazionale standard consisteva in cibi come la full breakfast, il roast beef con i suoi contorni, il tè e gli scones e il fish and chips, pochi avevano mangiato le tipiche pietanze inglesi a colazione, pranzo e cena in un solo giorno, e molti probabilmente non avrebbero mai mangiavano abitualmente alcuno degli alimenti della lista. Ashley, notò che la cucina inglese cambia nel tempo e i libri di cucina includono di solito piatti di origine straniera. Affermò che un caffè del National Trust, il cui manager affermò "non ci è permesso fare cibo straniero (...) non posso fare lasagne o roba simile", in realtà serviva curry, perché "sembra essere inglese". Dal XVIII secolo la cucina anglo-indiana è, effettivamente, parte integrante della cucina inglese.
Alcuni piatti inglesi sono relativamente recenti ed è semplice rintracciare il secolo, e talvolta l'anno, della loro nascita. Lo conferma il piccalilli, alimento nato nel Settecento chiaramente debitore della cucina dell'India, ma a tutti gli effetti britannico, descritto in una ricetta di Glasse nel 1758. Al contrario, piatti e salse considerati ancora stranieri, come il pesce in salsa agrodolce, sono presenti nei ricettari inglesi fin dal Medioevo. Altri piatti assunsero i connotati odierni dopo un lento e lungo processo, come nel caso della full breakfast. Nel suo capolavoro (del 1861), Beeton descrisse delle varianti della classica colazione all'inglese e riporta una lista di Family Breakfasts for a Week in Winter ("colazioni in famiglia per una settimana d'inverno") tra le quali, quella del mercoledì, che è a base di "pane, muffin, burro, soppressata, pancetta grigliata, uova sode" e risulta decisamente odierna; le colazioni degli altri giorni della settimana contengono alimenti che al giorno d'oggi possono risultare più datati, tra cui carne macinata, cotolette di montone, rognoni alla griglia, aringhe fresche al forno e hash di selvaggina fredda o pollame; nella lista delle Family Breakfasts for a Week in Summer ("colazioni in famiglia per una settimana d'estate") sono presenti toast di sardine, lingua fredda, kedgeree e polpette; nella sua colazione autunnale i piatti erano il fagiano freddo, la torta di selvaggina e la carne di manzo pressata.

## Accoglienza

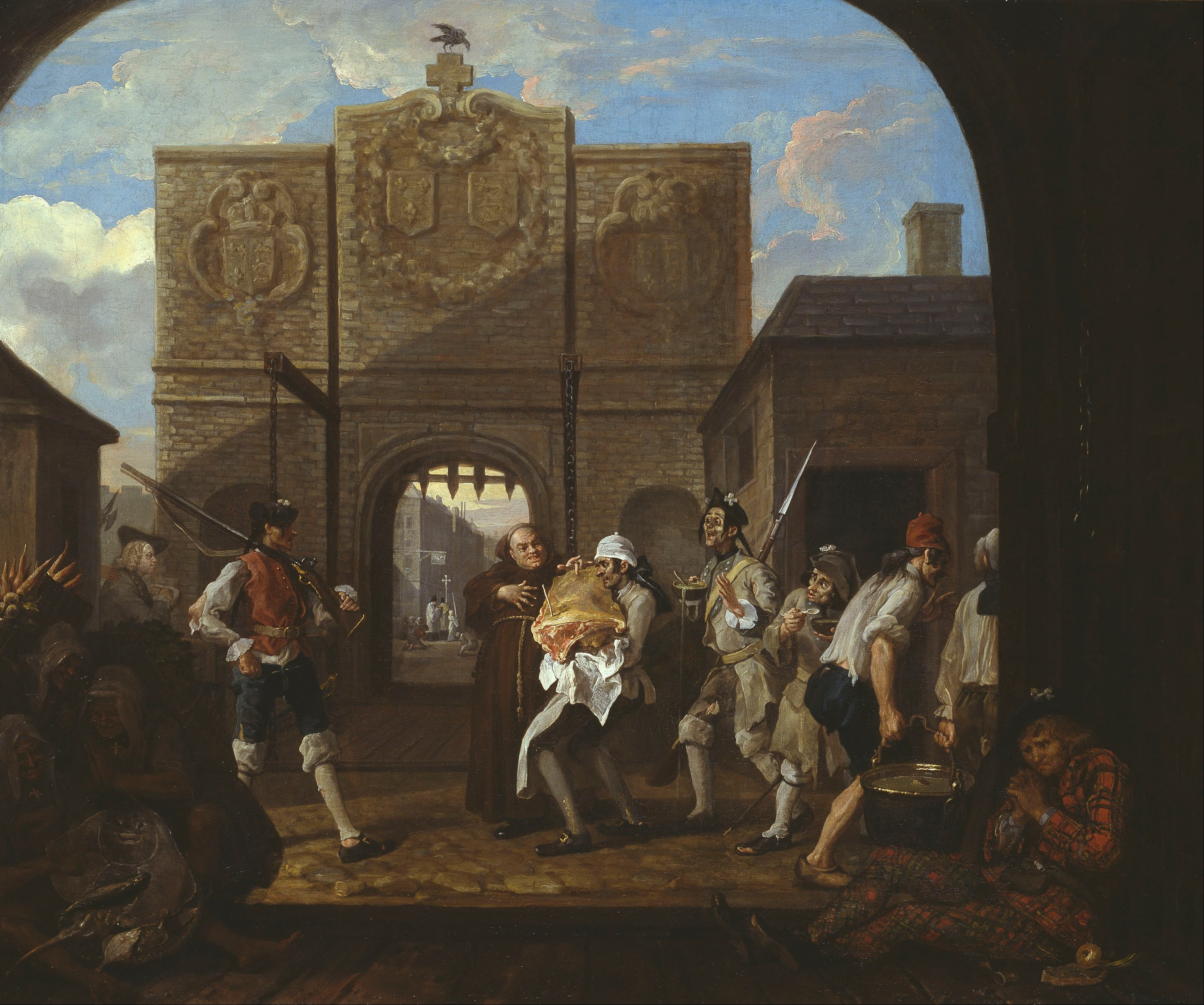
The Roast Beef of England (1748) di William Hogarth

Durante il ventesimo secolo, la cucina inglese aveva una scarsa reputazione. Secondo le parole di Keith Arscott, un addetto della biblioteca della Chawton House, "un tempo la gente pensava che gli inglesi non sapessero cucinare, eppure queste scrittrici di gastronomia inglesi (del diciottesimo e diciannovesimo secolo) erano all'avanguardia della cucina moderna". Si era soliti pensare che la cucina inglese fosse insipida, anche se ciò si è dimostrato erroneo in quanto, al contrario, fa un largo uso di spezie sin dal medioevo. Inoltre, l'Inghilterra introdusse il curry in Europa ed è famosa per la sua senape. Sebbene alcuni giudichino noioso il roast beef, altri, viceversa, apprezzavano molto questo piatto, tanto nel Regno Unito quanto all'estero, al punto che l'alimento e la qualità del bestiame inglese vennero lodati nella ballata The Roast Beef of Old England e nell'omonimo dipinto di William Hogarth del 1748, ove dei soldati francesi a Calais osservano con invidia un uomo inglese che regge tra le mani un grosso pezzo di carne.
I danni causati dalla seconda guerra mondiale, così come il conseguente razionamento alimentare imposto dal governo britannico, compromisero la qualità e la quantità di cibo che gli inglesi potevano permettersi di cucinare. La situazione cambiò al termine degli scontri, quando la cucina inglese tornò a essere varia anche grazie all'emersione di nuovi ingredienti.
Nel 2005, 600 critici gastronomici del periodico Restaurant elessero 14 ristoranti britannici tra i 50 migliori ristoranti del mondo. Molti ristoranti di Londra sono considerati di qualità così alta che la capitale britannica è divenuta un punto di riferimento per i cuochi di tutto il mondo.
Tra le decine di alimenti britannici entrati in questa casistica nel 2015 nella lista dei prodotti PGI e PDO britannici si possono segnalare le sardine della Cornovaglia, il formaggio Wensleydale, prodotto nell'omonima valle, il rabarbaro dello Yorkshire, il sedano Fenland Celery, l'agnello e il manzo del West Country e la Cumberland sausage; esistono alcune pietanze, come il balti di Birmingham, alle quali è stata richiesta una protezione. Nel 2016 vi erano 12 formaggi inglesi con il riconoscimento DOP.

## Galleria d'immagini

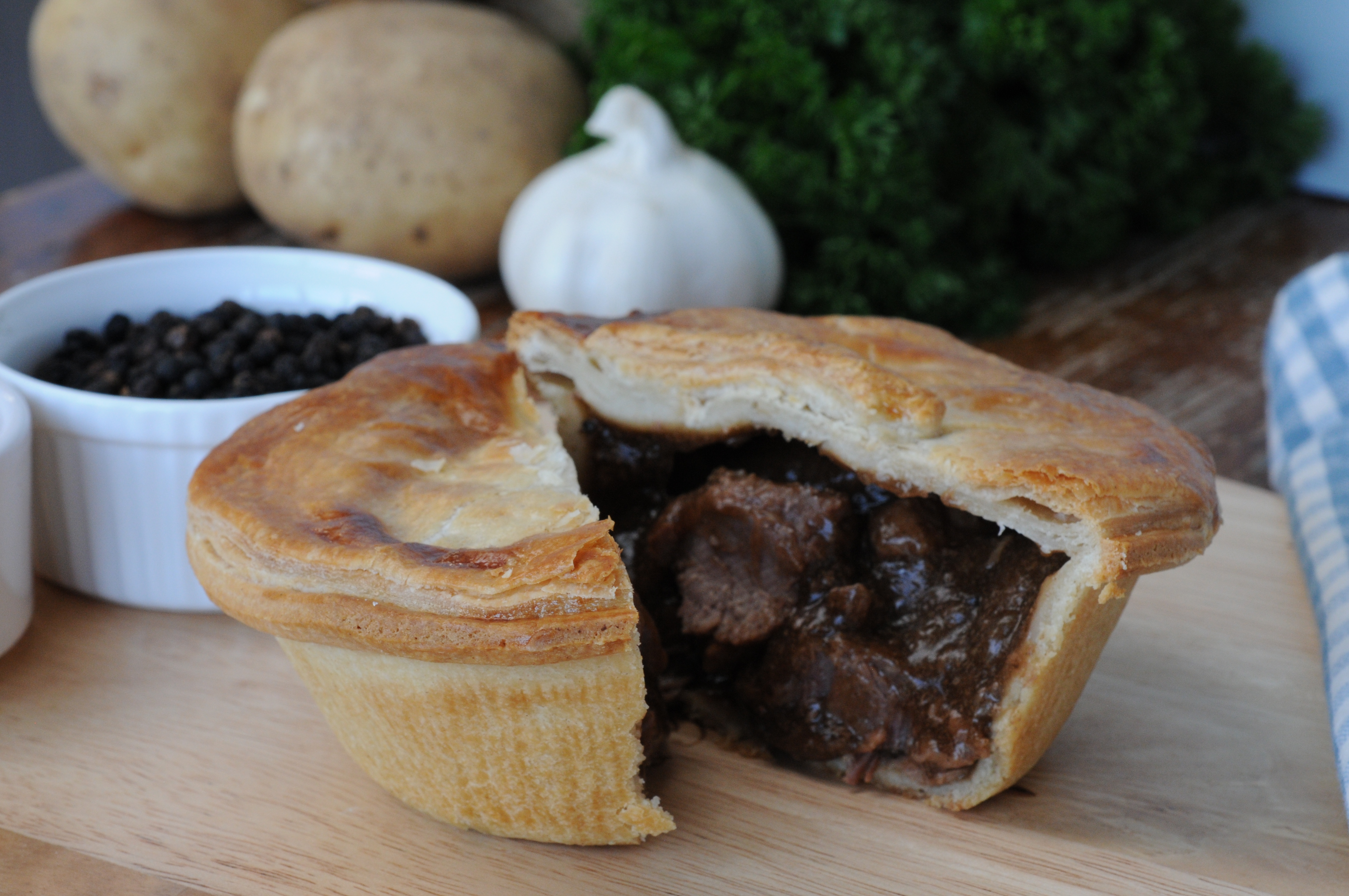
Steak and ale pie
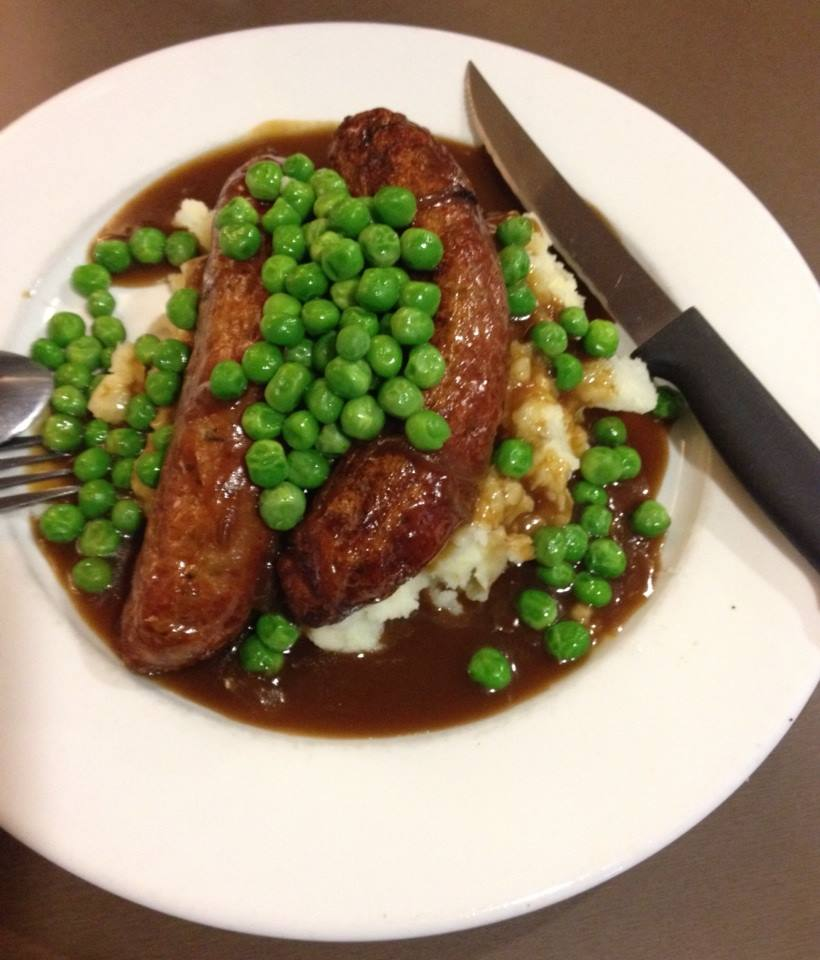
Bangers and mash con piselli
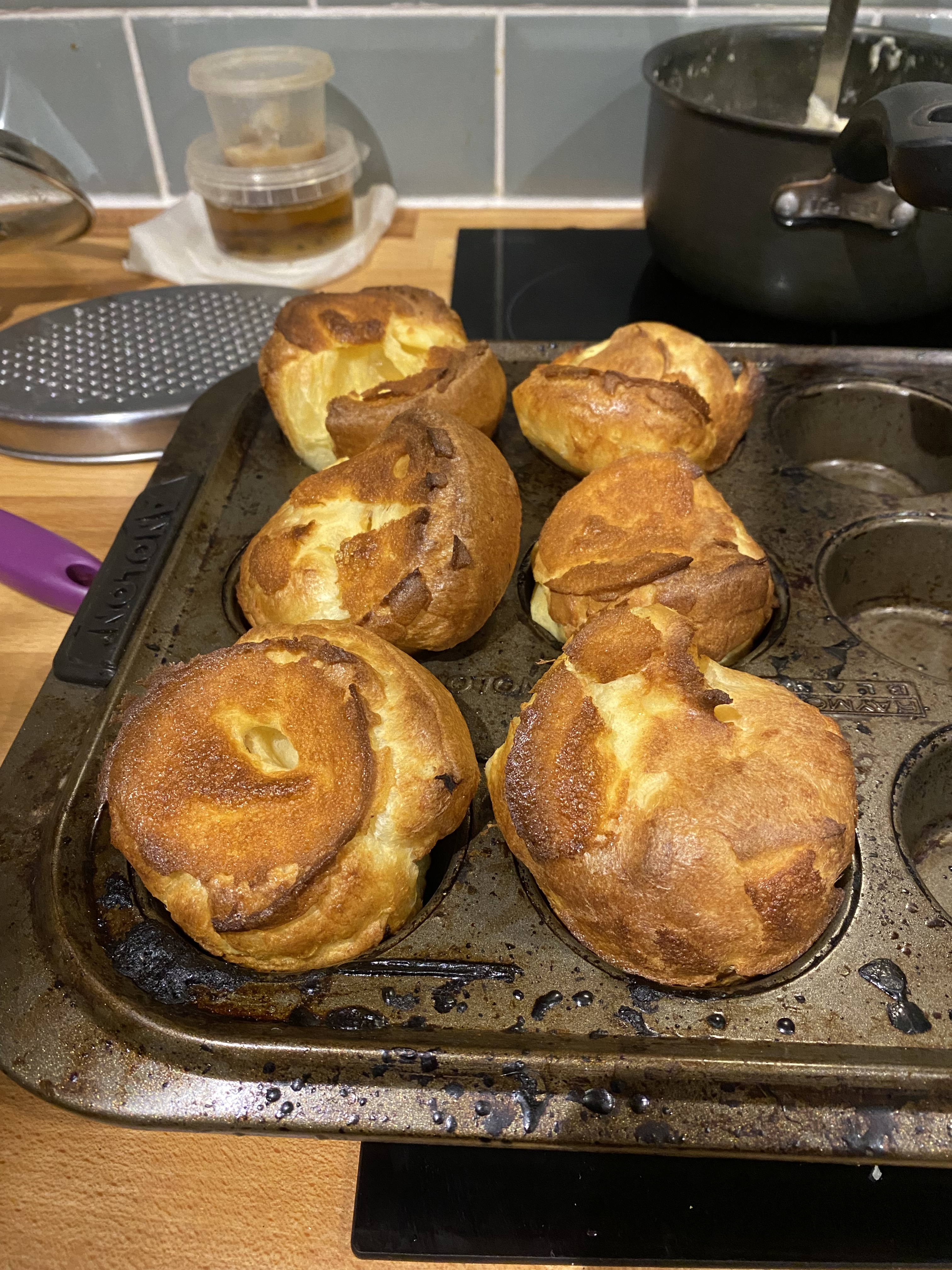
Yorkshire pudding
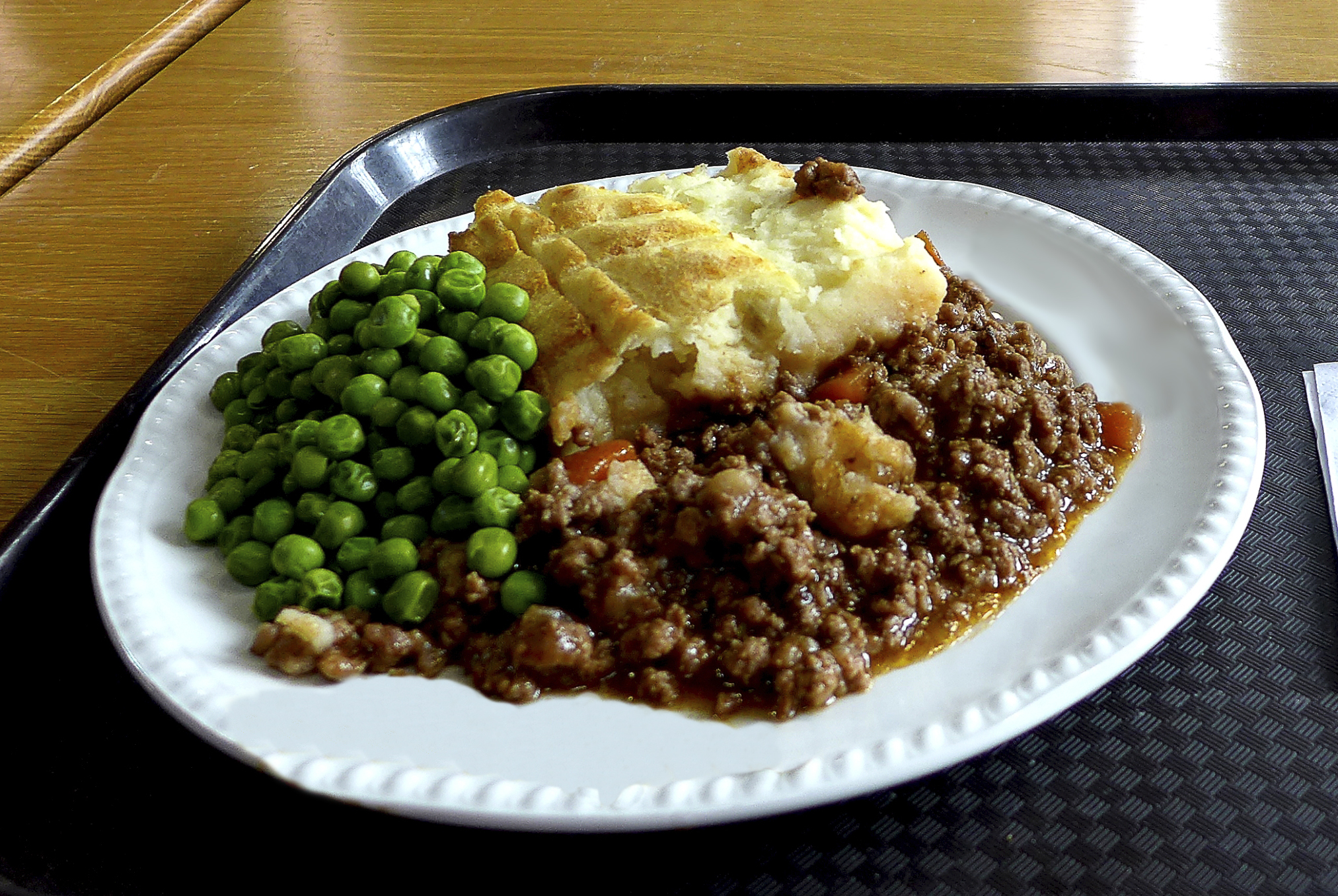
Shepherd's pie
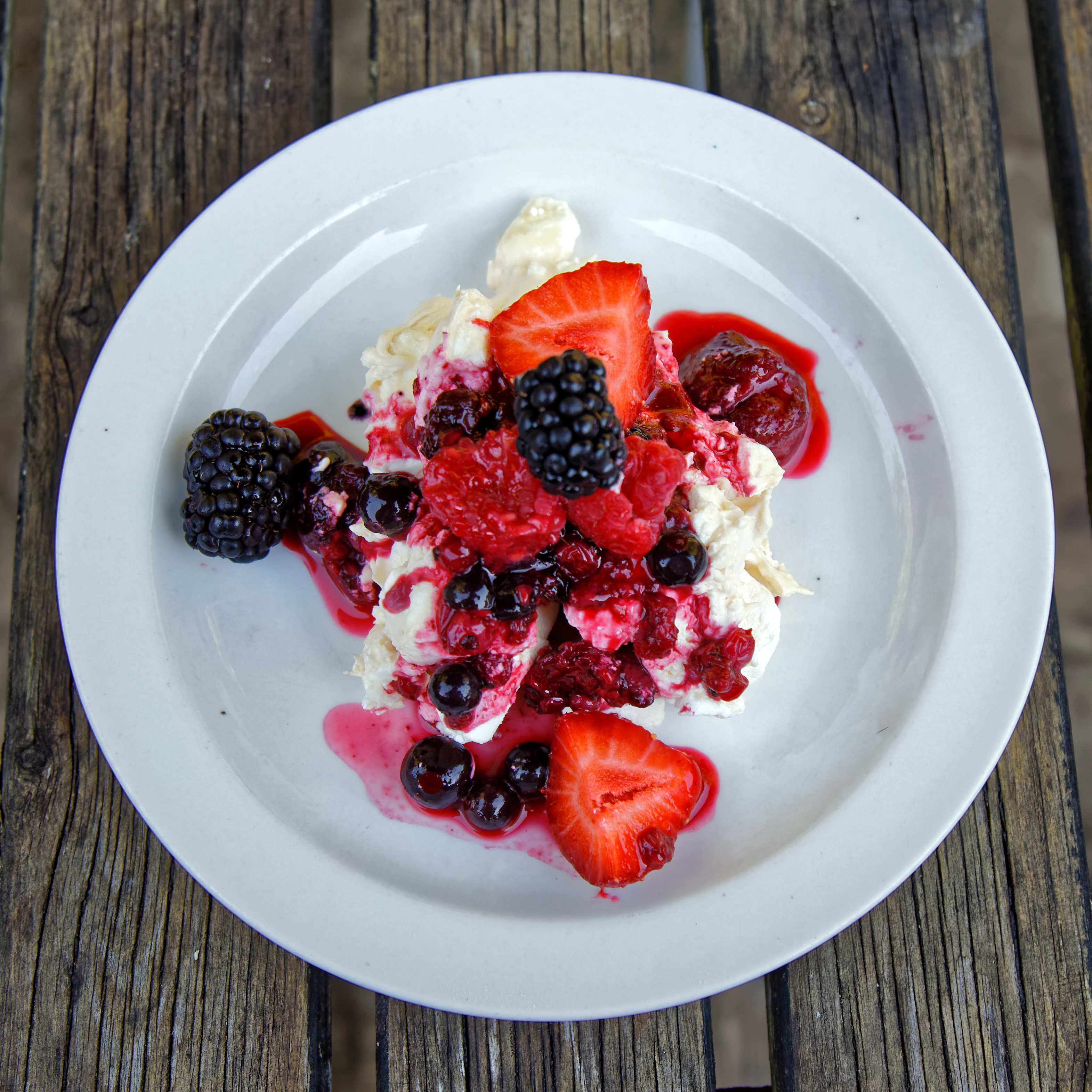
Eton mess
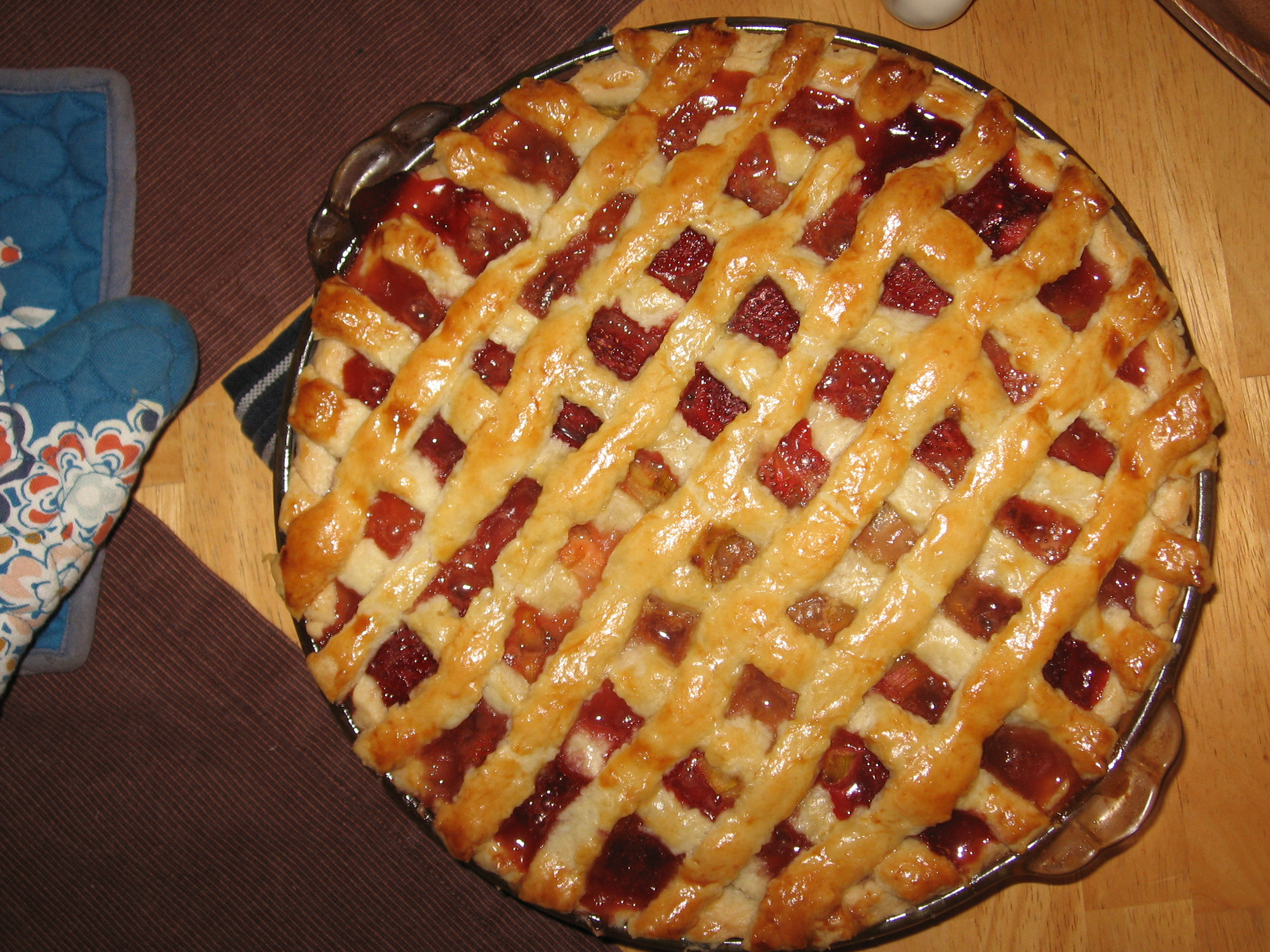
Crostata con fragole e rabarbaro
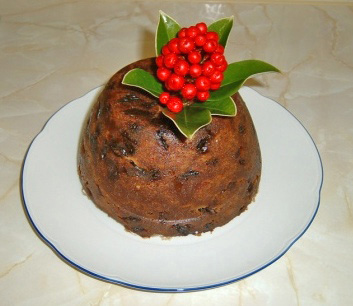
Christmas pudding
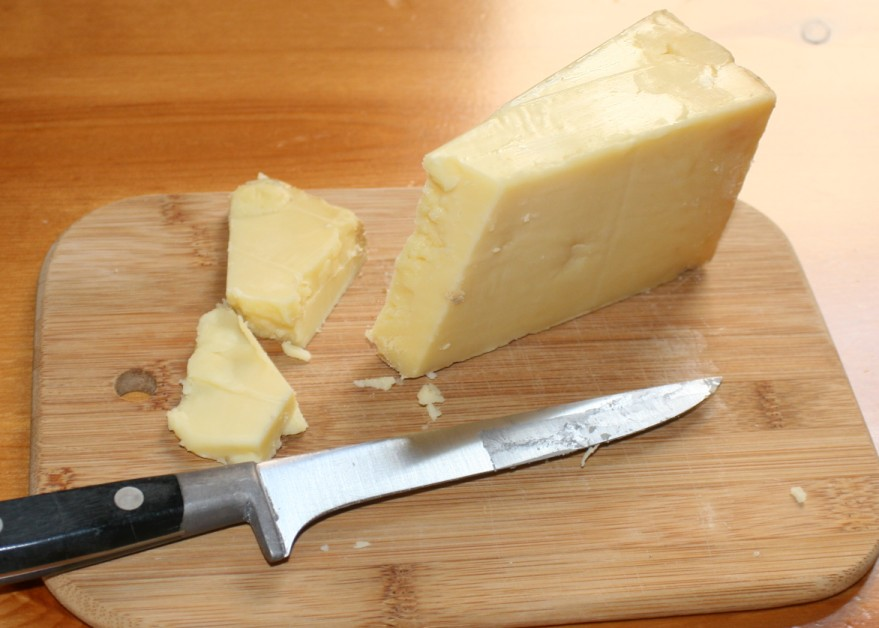
Cheddar
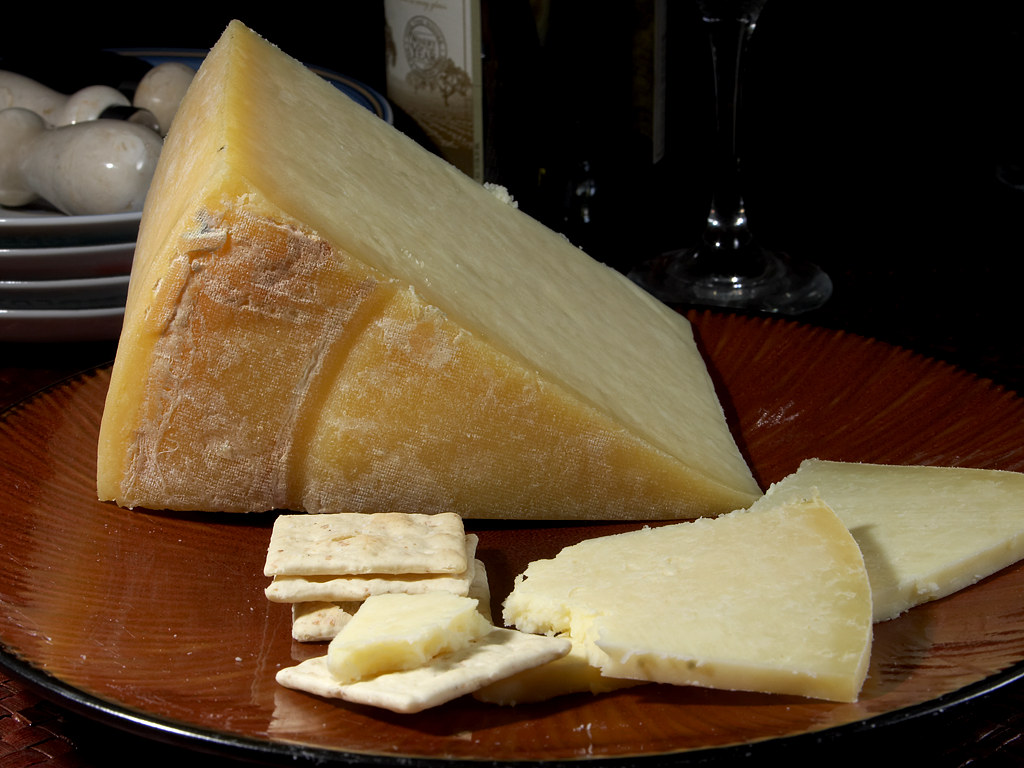
Lancashire